# Liste de chats imaginaires

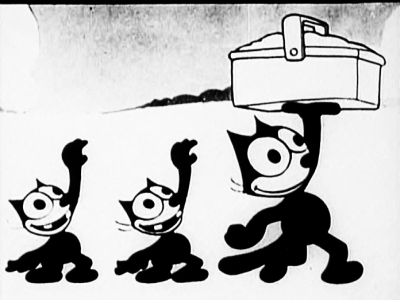
Félix le Chat et ses neveux dans le film April Maze (1930).

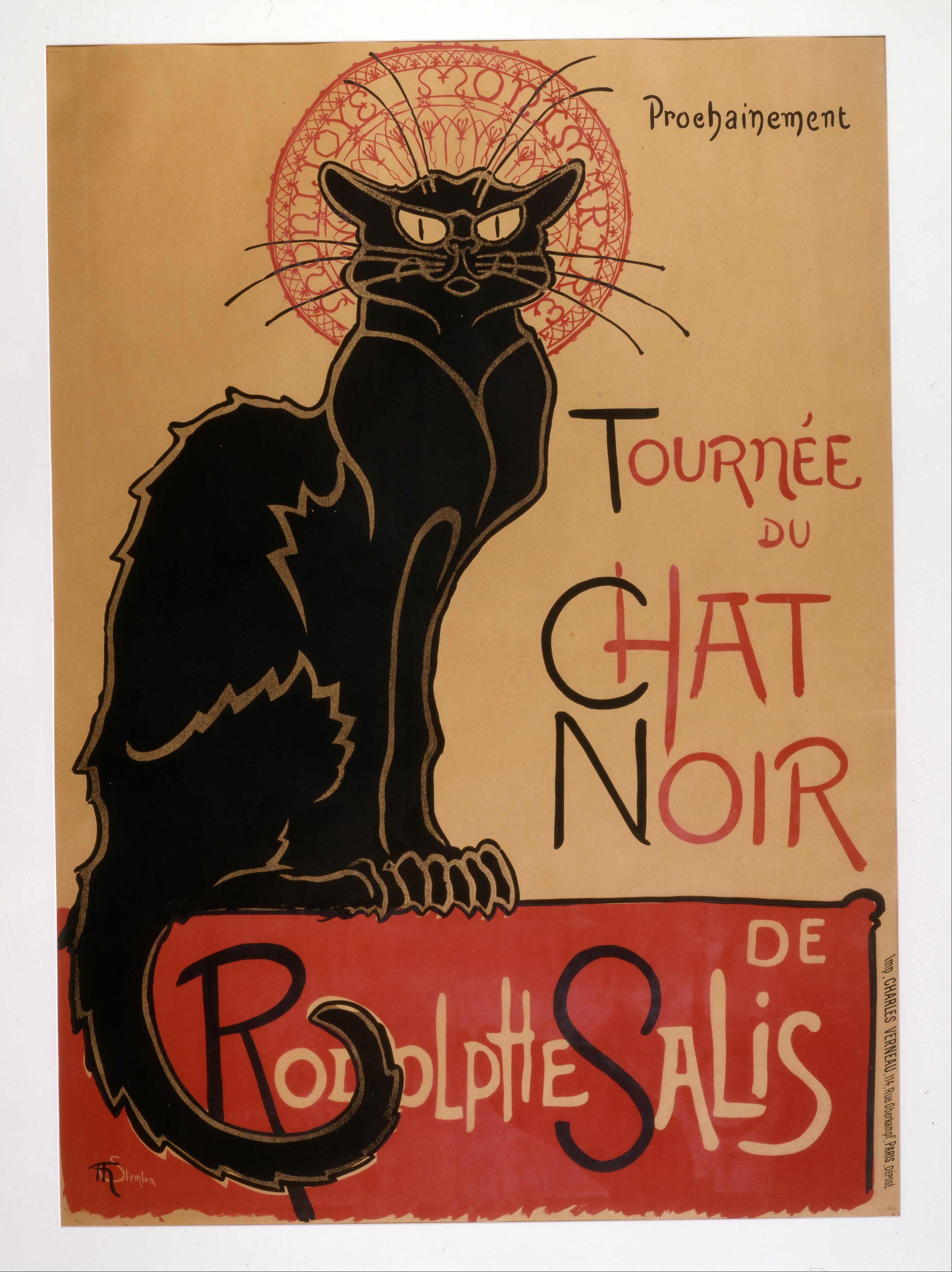
Affiche de Steinlen pour le « Chat noir », un cabaret de Montmartre.

Cette liste de chats de fiction rassemble une liste de personnages de chats présents dans les œuvres de fiction. Il peut s'agir de chats « célèbres » dans la mesure où :
- ils ont une œuvre qui leur est consacrée ;
- ils sont le fidèle compagnon d'un héros ;
- ils sont le symbole d'une idée ou d'un organisme reconnu.

La bande dessinée compte de nombreux chats célèbres : Fritz le chat de Robert Crumb, Garfield, Le Chat de Philippe Geluck, etc.
Dans les univers médiévaux-fantastiques, on trouve parfois des races hybrides humain-félin. Ce phénomène est particulièrement marqué dans les mangas, animes et autres jeux vidéo japonais, qui comportent assez souvent un personnage de jeune fille-chat (nekomimi ou nekomusume).

## Chats de légende
Par ordre alphabétique
- Bastet est la déesse égyptienne aux traits félins.
- Les bakenekos, chats monstrueux et fantomatiques japonais pouvant parfois prendre forme humaine. Les nekomatas sont des chats assez similaires mais ayant deux queues.
- Le Caou de Merville, tradition folklorique du nord de la France.
- Cat Sidhe, grand chat noir de la mythologie celtique, avec une tache blanche sur sa poitrine. Il serait une sorcière cachée sous cette forme.
- Les chats volants qui tirent dans le ciel le char de la déesse germanique et nordique Freyja.
- Le Chapalu, chat monstrueux du Moyen Âge.
- Chat d'argent (mandragot ou matagot), un chat noir ensorcelé.
- Chat-vampire de Nabeshima, chat noir buveur de sang dans la légende japonaise.
- Jólakötturinn (chat de « Noël » pré-chrétien), chat géant et maléfique issu du folklore islandais et se manifestant durant le temps des fêtes pour manger la nourriture (voire la vie) des gens qui n'ont pas reçu de nouveaux habits avant la veillée de Noël.
- Le Chat de Kazan (Кот Казанский), chat de légende du folklore russe.
- Kot Baïoun, chat monstrueux dans le folklore russe. Un chat dressé apparaît aussi dans le conte russe des Sept Siméon, qui l'utilisent dans un pays où personne n'avait jamais vu de chat.
- Maneki-neko, des statuettes de chat porte-bonheur au Japon.

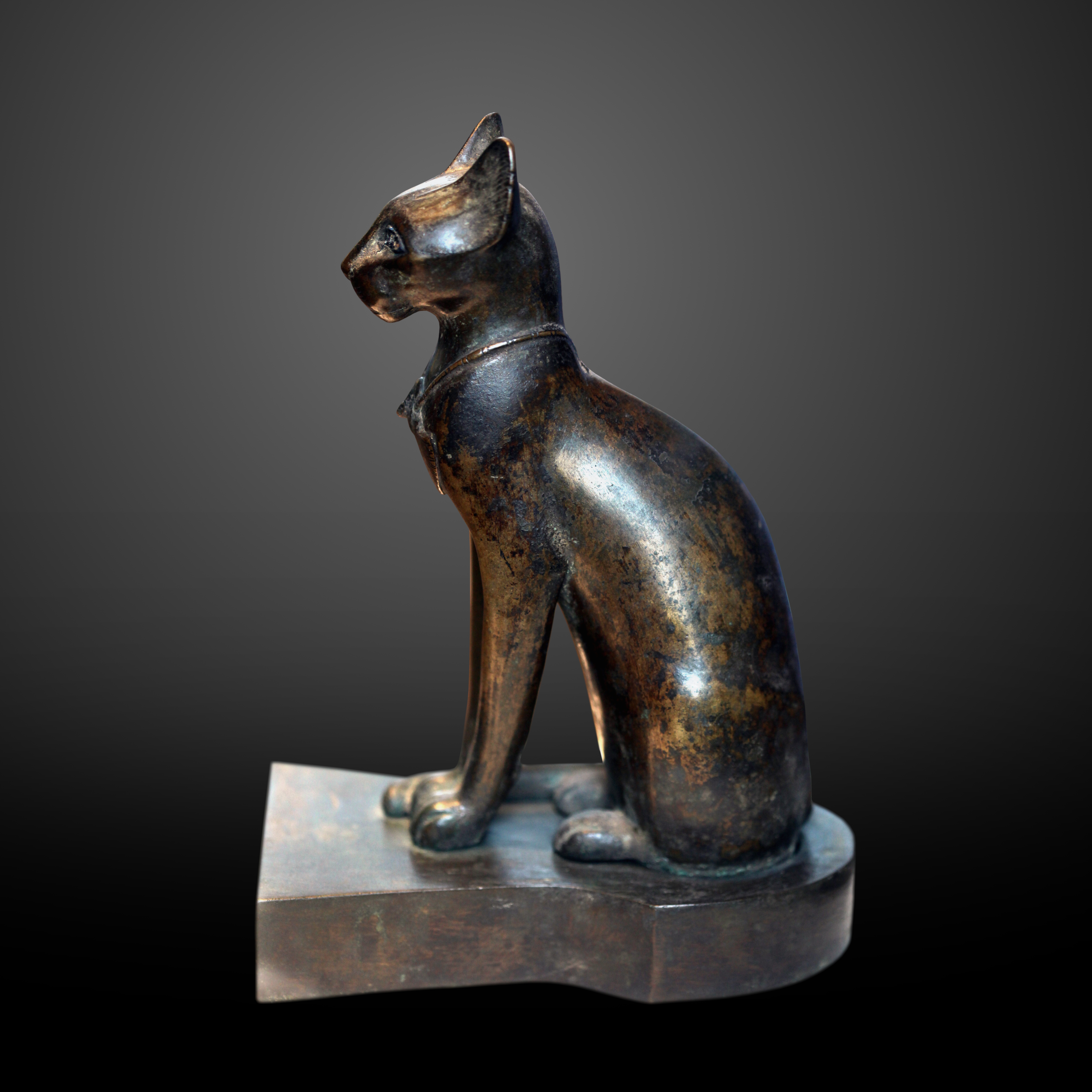
Statue en bronze de la déesse chatte égyptienne Bastet.
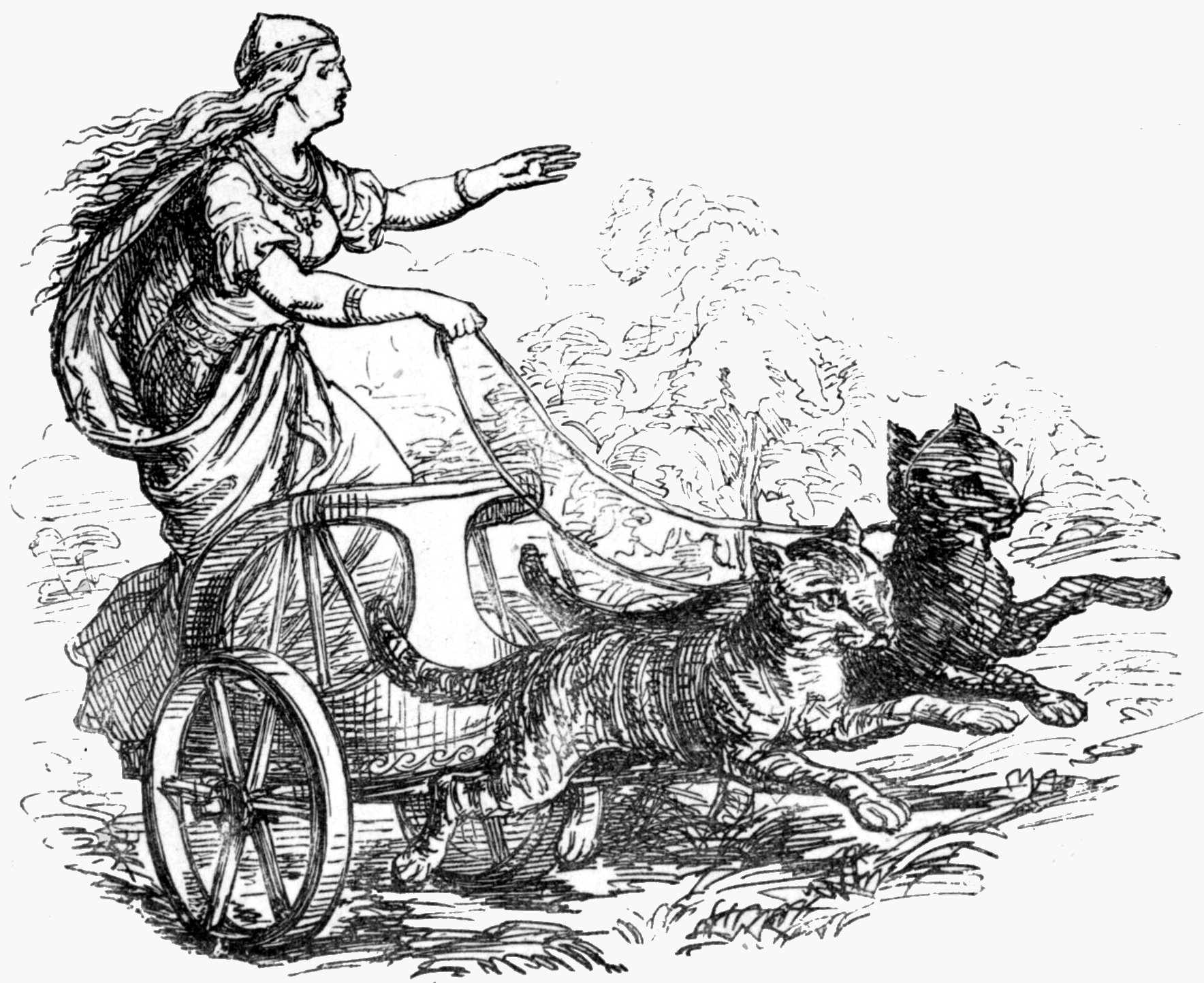
La déesse Freyja et ses deux chats attelés.
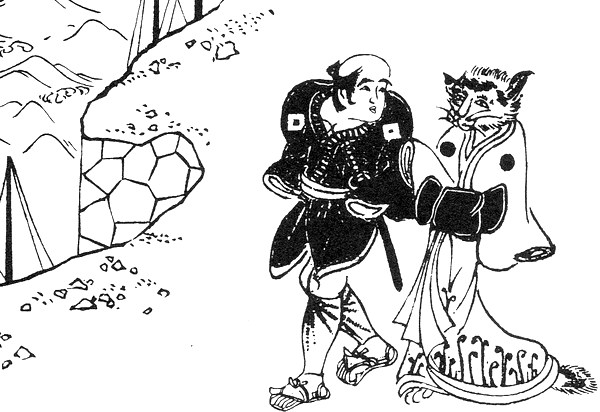
Bakeneko.
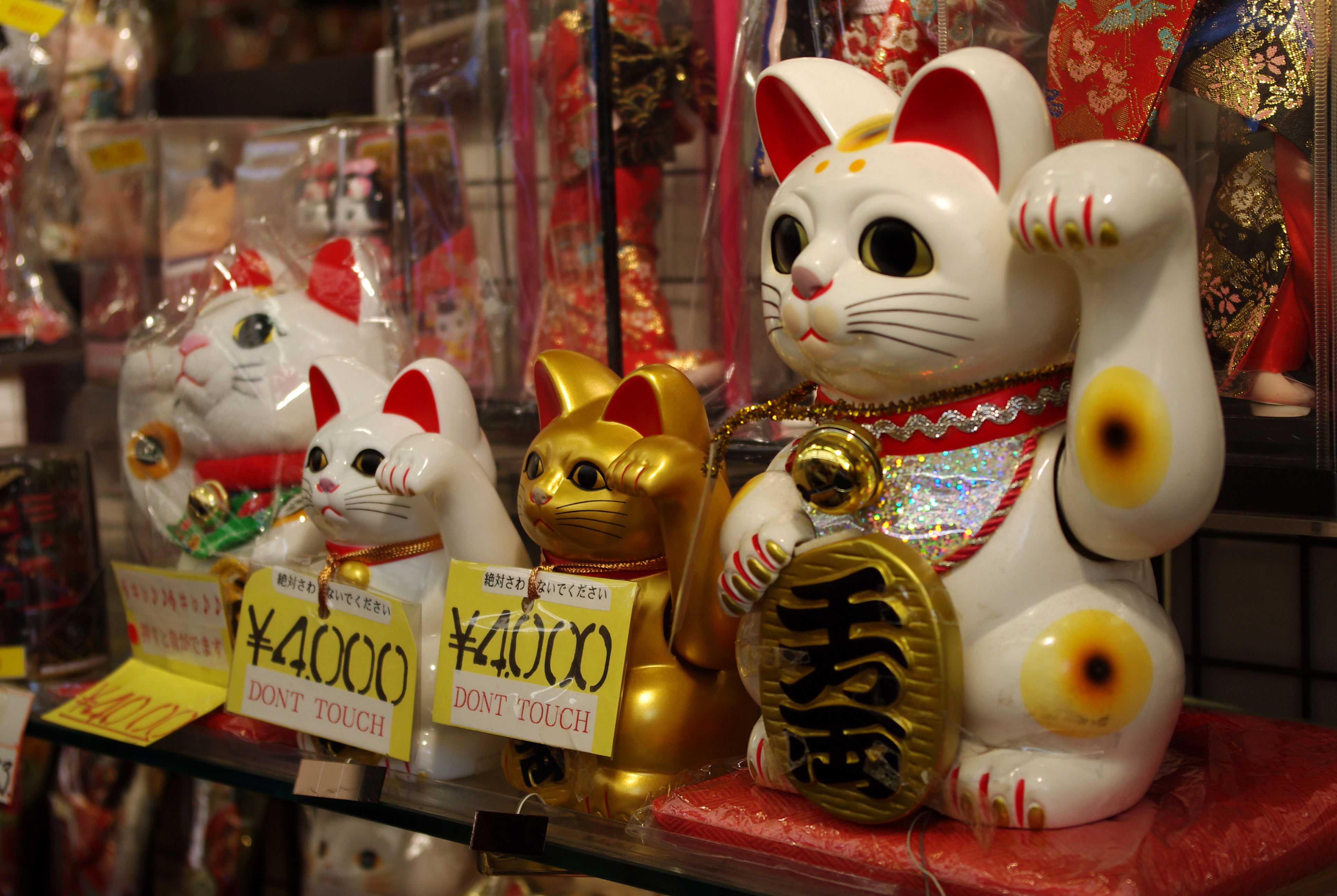
Plusieurs maneki-neko.

## Contes, fables, littérature d'enfance
Par ordre chronologique

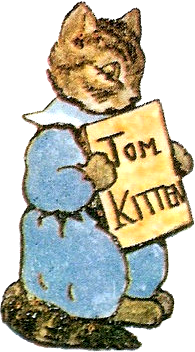
Tom Chaton (The Tale of Tom Kitten) par Beatrix Potter.

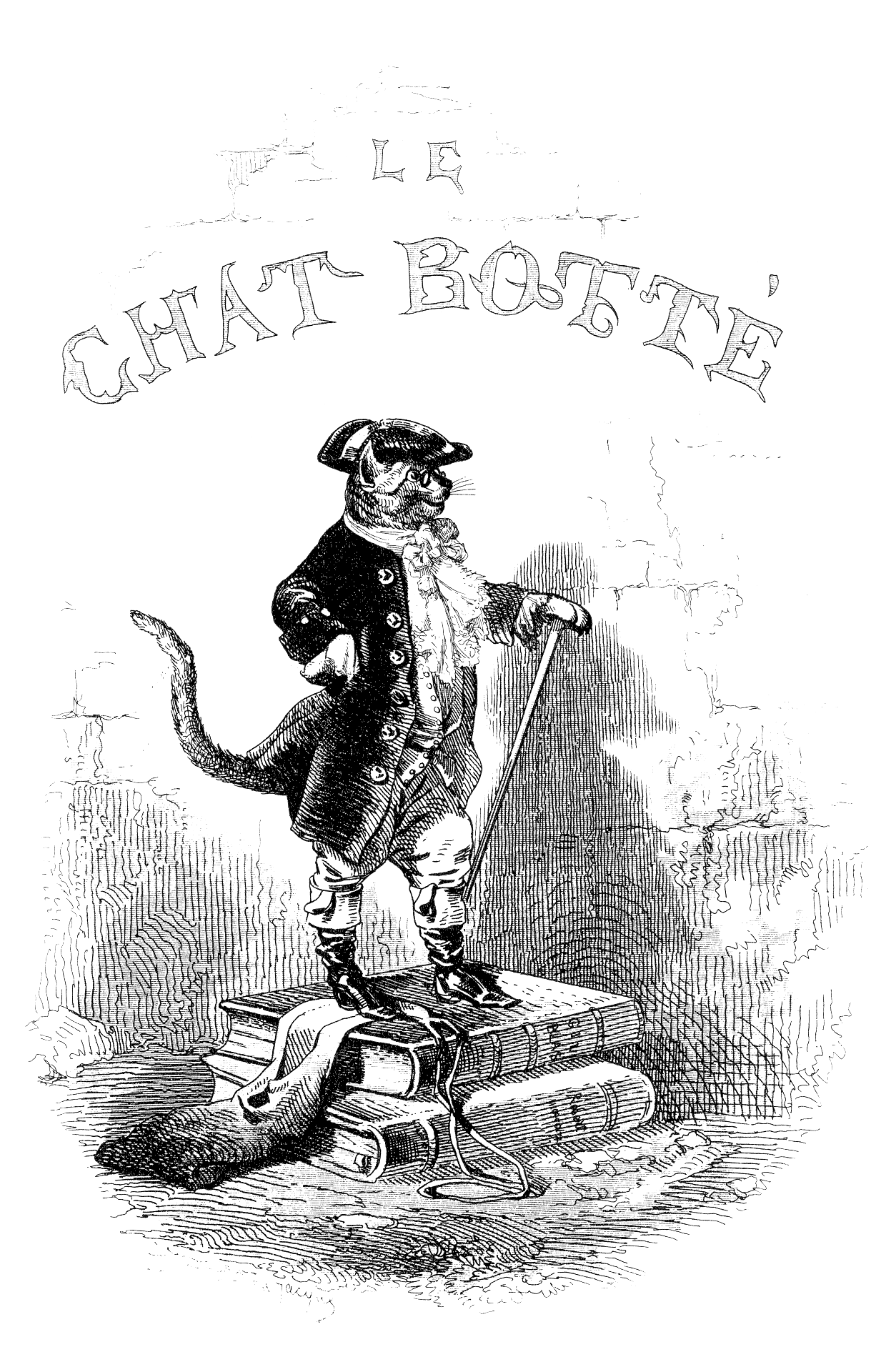
Le Chat botté. Couverture des Contes du temps passé, édition L. Curmer de 1843.

- Le Roman de Renart (vers 1174) : Tibert le chat.
- Le Quart Livre (1552) de François Rabelais.
- Le Roi des Chats (en), conte populaire des îles britanniques, dont le premier exemple connu se trouve dans Beware the Cat (en) (1553), écrit par William Baldwin (en).
- La Chatte de Constantin le fortuné de Giovanni Francesco Straparola, conte de fées italien figurant dans le second volume du recueil Les Nuits facétieuses (1553 ; fable XI-1).
- Le Cinquième Livre (1564) de François Rabelais : Grippe-minaud (ou Grippeminaud), archiduc des chats-fourrés.
- Conseil tenu par les rats (1668) de Jean de La Fontaine : le chat Rodilardus.
- Le Vieux Chat et la Jeune Souris, Le Chat, la Belette et le petit lapin de Jean de La Fontaine, figurant dans les Fables de La Fontaine (1693) : le chat dit « Raminagrobis ».
- La Chatte blanche de Marie-Catherine d'Aulnoy, un conte français en prose issu du recueil de contes Les Contes nouveaux ou les Fées à la mode (1697).
- Le Maître chat ou le Chat botté (1697) de Charles Perrault.
- Fables (1792) de Jean-Pierre Claris de Florian : récits sur les chats.
- Chat et souris associés (1812), conte des frères Grimm dans le premier volume de Contes de l'enfance et du foyer.

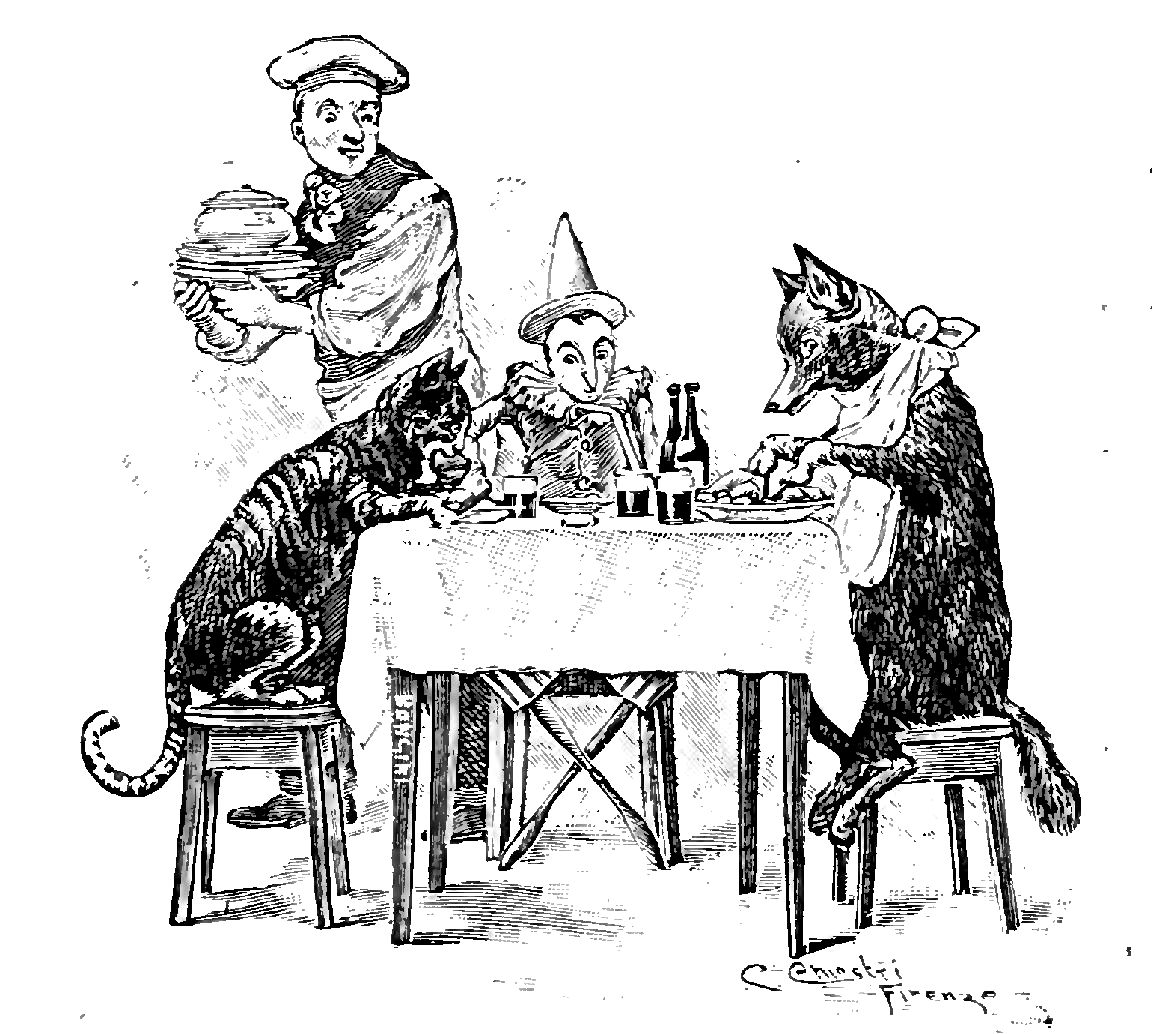
Pinocchio à losteria de « Gambero Rosso » (l'« Écrevisse Rouge ») avec le Chat et le Renard, gravure de 1902 par Carlo Chiostri qui illustre le roman.

- L'Histoire de Blondine, de Bonne-Biche et de Beau-Minon, tiré du recueil Nouveaux Contes de fées (1856) de la Comtesse de Ségur : Beau-Minon, le chat.
- Le Chat compère du Renard dans le conte italien Les Aventures de Pinocchio (1881) de Carlo Collodi.
- Les chats dessinés par l'illustratrice Beatrix Potter dans des contes pour enfants, comme Tom Chaton (The Tale of Tom Kitten, 1908).
- Mikeš, le chat (1934), livre pour enfants écrit et illustré par l'auteur tchèque Josef Lada : le chat noir Mikeš qui accompagne Pepík et ses amis.
- Les Contes du chat perché (1934-1946) de Marcel Aymé : Alphonse, le chat.
- Le Chat et le Diable (1936), conte de James Joyce.
- Dans la série Pelle Svanslös (« Pierre Sans-Queue », 1939), par l'écrivain suédois Gösta Knutsson : Pelle Svanslös le chat anthropomorphe gris sans queue ; une série télévisée et des films s'en sont inspirés.
- Splat the Cat (en), Splat le chat noir dans les histoires illustrées créées par Rob Scotton en 2008.

## Poésies
Par ordre chronologique

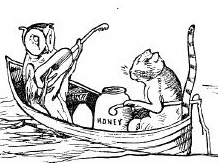
Minette et le hibou (The Owl and the Pussycat), poème d'Edward Lear (1871)
Minette et le Hibou prirent la mer, sur une petite barque vert pomme.

- Pangur Bán, chat blanc sujet du poème éponyme irlandais du IXe siècle.
- Épitaphe d'un chat (1568)[1], poème de Joachim Du Bellay : Belaud.
- Les Fleurs du Mal de Charles Baudelaire : Trois poèmes (de 1847 à 1857).
- Les Chats dans Études d’après nature (1864) de Gustave Le Vavasseur.
- Minette et le hibou (The Owl and the Pussycat, 1871), poème de non-sens d'Edward Lear : la Chatte minette.
- La Lampe d'Aladin (1909) de Jean Cocteau : le chat.
- Le Bestiaire ou Cortège d'Orphée (1911) de Guillaume Apollinaire : le chat.
- Les Linottes (1912) de Georges Courteline : Le gora.
- Les Animaux et leurs hommes, les hommes et leurs animaux (1920) de Paul Éluard : le chat.
- Vocabulaire (1922) de Jean Cocteau[2] : Chat.
- Old Possum's Book of Practical Cats, poèmes fantaisistes écrits en 1930 par T. S. Eliot, sur le thème de la psychologie et la sociologie félines, publiés en 1939 par Faber and Faber.
- Le Petit chat (1957) de Maurice Genevoix.
- Les Aventures de Tom Bombadil (1962), recueil de poèmes de J. R. R. Tolkien : « Chat ».
- Andrea Doria à Gênes avec un chat (2000) de Jacques Darras.
- Le Chat et le Soleil de Maurice Carême (2007).
- Le Chat en cent poèmes, d' Albine Novarino-Pothier (2010).
- Meie kass (littéralement : Notre chat) de Lydia Koidula.

## Musique, chansons
- C'est la mère Michel, comptine.

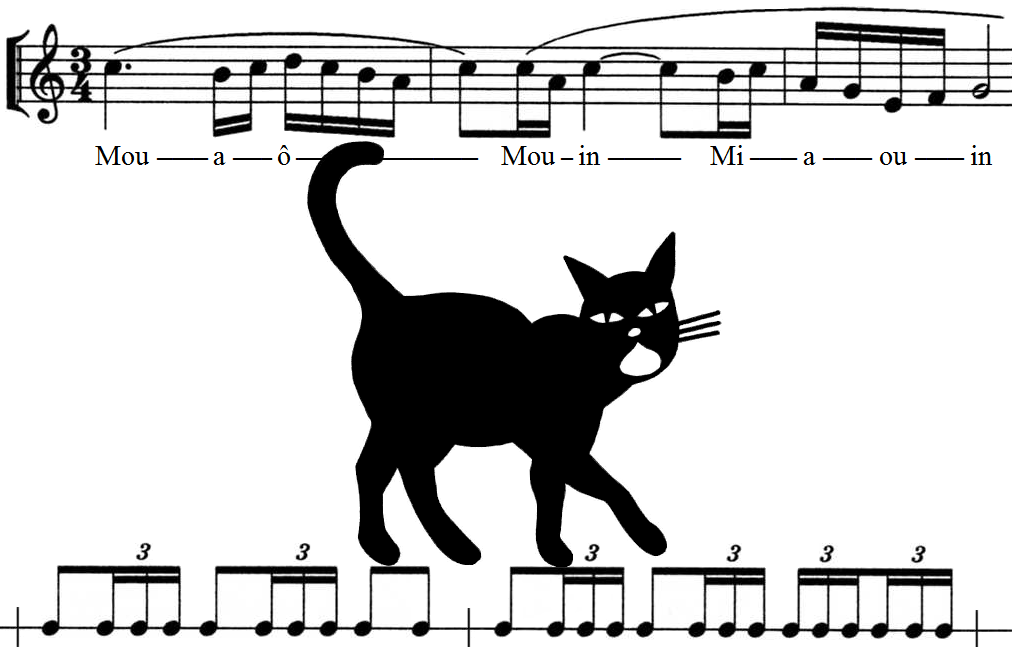
Le Boléro de Maurice Ravel miaulé par un chat.

- Dans Les Chats, ou la mort de Cochon, tragédie lyrique d'Antoinette Des Houlières.
- Dans la chanson Trois petits chats.
- Dans Brave Margot, chanson de Georges Brassens[3].
- Dans Putain de toi, chanson de Georges Brassens[3].
- Dans Delilah, chanson du groupe Queen de l'album Innuendo.

## Romans et nouvelles
Par ordre alphabétique

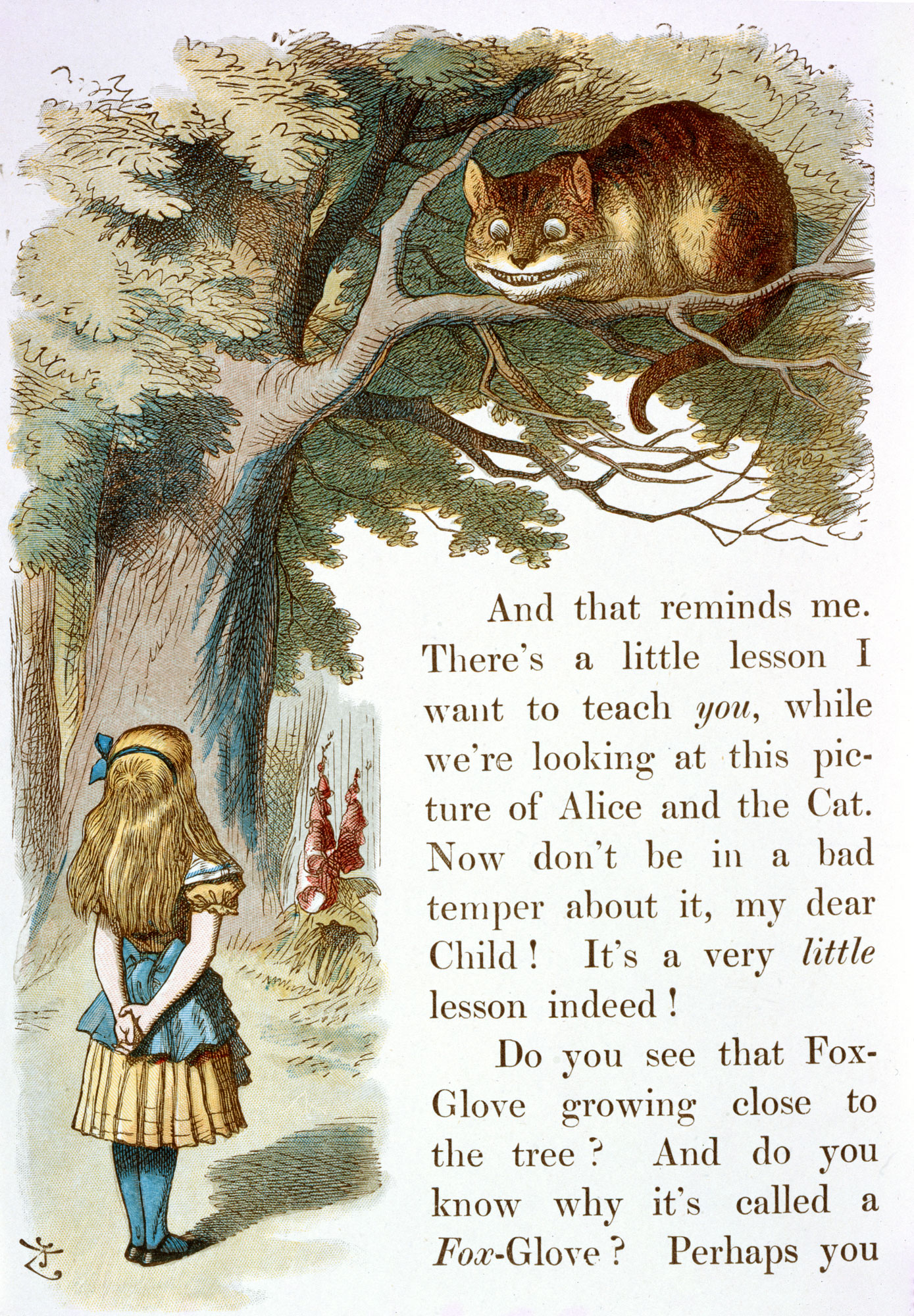
Le Chat du Cheshire. Illustration par John Tenniel de The Nursery « Alice » (1890) (tiré des Aventures d'Alice au pays des merveilles, de Lewis Carroll).

- Alice au pays des merveilles de Lewis Carroll (1865) : Chafouin, le Chat du Cheshire (Chat de Chester dans la version française), que l'on retrouve également dans les romans de la série littéraire Thursday Next de Jasper Fforde (2001-2012). Ainsi que Dina, le chat d'Alice resté dans le monde réel.
- Archy and Mehitabel : Mehitabel le chat de gouttière, par Don Marquis (chroniqueur au quotidien new-yorkais The Evening Sun), illustré par George Herriman (créateur de la BD du chat Krazy Kat).
- Arsène Lagriffe, série de romans de Jennifer Gray : Arsène est un chat gentleman cambrioleur.
- Les Aventures d'Igor le chat, deux romans de Mara Montebrusco-Gaspari (2009 et 2011).
- La Bête à Bêtises, roman pour la jeunesse de Christian Pineau (1965).
- Cette mystérieuse Minouche[4] (Minoes, 1970), roman de Annie M.G. Schmidt : une jeune chatte se transforme accidentellement en jeune fille.  (EAN 9782010154799).
- Le Chat, roman français de Georges Simenon (1967).
- Le Chat, série de 30 romans de Lilian Jackson Braun : les enquêtes du journaliste milliardaire Jim Qwilleran, affublé de ses deux chats siamois détectives, Koko et sa compagne Yom Yom (romans publiés à partir de 1966 et tous traduits en français).
- Le Chat chapeauté, chat au chapeau rayé rouge et blanc, du roman de même nom de Dr. Seuss (1957).
- Le Chat de la chapardeuse (Jeffy, The Burglar's Cat) d'Ursula Moray Williams (1981), roman pour la jeunesse publié en France en 1983[5].
- Le Chat du capitaine (The Nine Lives of Island MacKenzie) d'Ursula Williams (1959), roman pour la jeunesse publié en France en 1960[6] : oublié sur une île déserte par l'équipage de son navire, un chat raconte ses aventures de survie.
- Le Chat et moi (Guben och Katten), roman suédois de Nils Uddenberg (2014).
- Le Chat-Lumot de Christian Renaut, dans les livres : Le Chat-Lumot au Pays du Sel de Guérande (2011), Le Chat-Lumot à La Baule (2012), Le Chat-Lumot de Nantes à La Baule (2014), Le Chat-Lumot, Baudelaire et moi ! (2016).

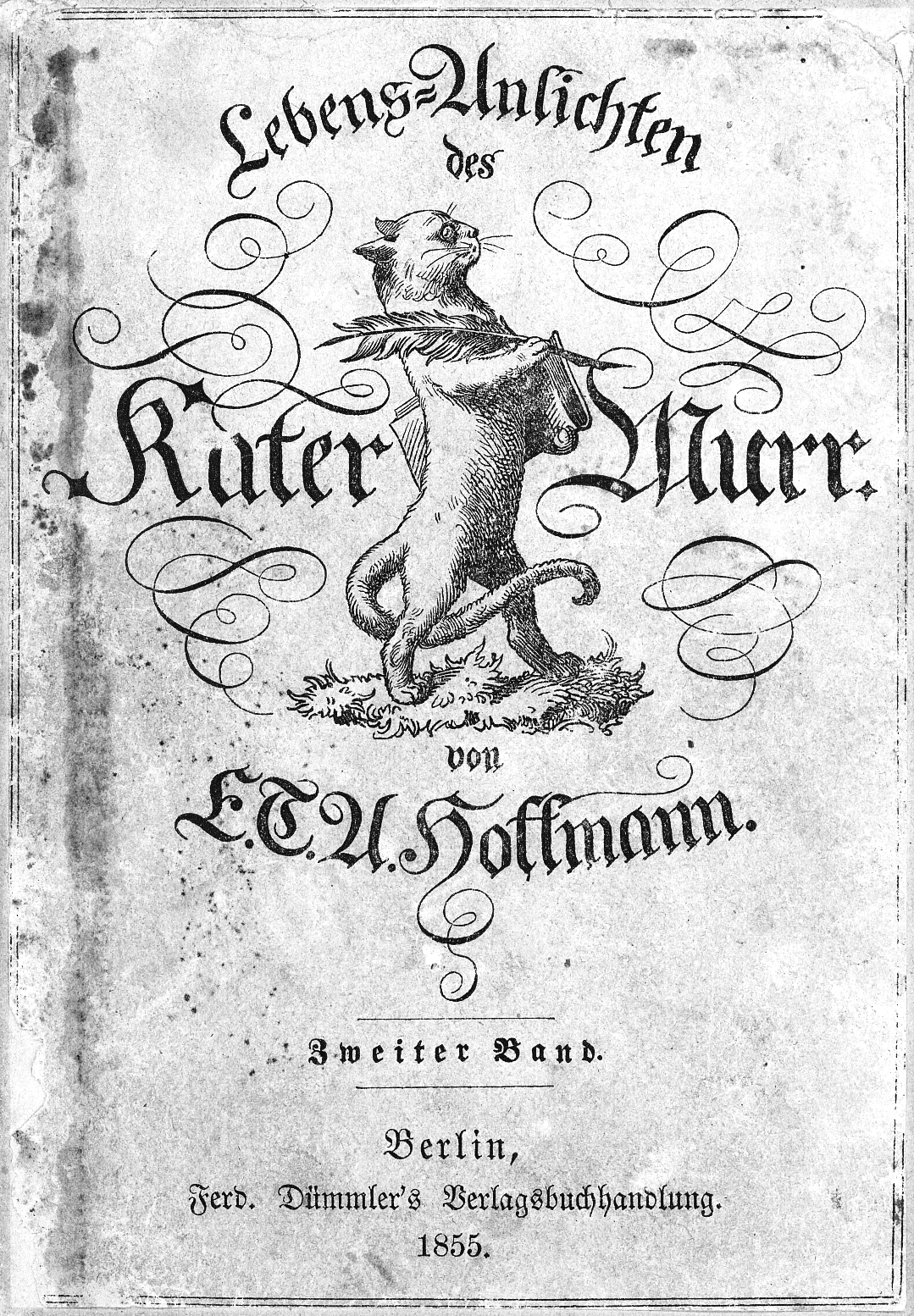
Le chat Murr, héros créé et esquissé par le romancier Hoffmann.

- Le Chat Murr, roman fantastique d'Ernst Theodor Amadeus Hoffmann (1819-1821) : Murr est inspiré du chat domestique de l'auteur, Murr.
- Le Chat noir, nouvelle fantastique d'Edgar Allan Poe (1843).
- Le Chat passe-muraille de Robert A. Heinlein, roman de science-fiction (1987).
- Chat perdu. Une histoire d’amour, de désespoir et de géolocalisation ! de Caroline Paul et Wendy MacNaughton.
- Le Chat qui aimait la pluie, de Henning Mankell, roman pour la jeunesse (1995),  (ISBN 2-08-164109-7)).
- Le Chat qui jouait à cache-cache, de Enid Blyton (1966).
- Le Chat qui s'en va tout seul (The Cat That Walked by Himself), nouvelle de Rudyard Kipling issue du recueil Histoires comme ça (1902)[7].
- Le Chat qui venait du ciel (Neko no kyaku), de Hiraide Takashi (2001).
- Le Chat révélé (Catwatching), de Desmond Morris (1986).
- Chat sauvage et sapin bleu, roman pour la jeunesse d'Anne-Marie Voeltzel et Lucette Chaine (1959).
- Le Chat vert, de René Guillot (1954).
- Les Chats d'Ulthar, nouvelle de H. P. Lovecraft : le chat de Menes et les chats de la ville.
- Les Chats dans le beffroi (Cats in the Belfry), de Doreen Tovey (1957).
- Les Chats de hasard, récit d'Anny Duperey (1999).
- Les Chats en particulier (Particulary cats), de Doris Lessing (1967).
- Les Chats mots, récit d'Anny Duperey (2003).
- Les chats dans plusieurs livres sur les chats écrits par Robert de Laroche (1984-2013).
- La Chatte, de Colette (1933) : Saha la chatte.
- Une chatte dans L'île (Fritzi's Winter), de John W. Chambers (1983).
- Les Chrono-minets d'Isaac Asimov, nouvelle publiée en 1942.
- Chroniques de l'oiseau à ressort, roman japonais de Haruki Murakami (1995) : Noboru Wataya, alias Bonite, le chat du roman.
- Cités Félines, recueil de nouvelles de Véronique Réaud 2014 . quatre chats racontent leurs aventures dans quatre capitales européennes
- Comment le chat trouva la maison de ses rêves, roman de Michelle Lassoued (1989).
- Demain les chats, Sa majesté des chats et La planète des chats romans de Bernard Werber (2016) : la chatte Bastet, personnage principal.
- Demoiselle Minette, roman pour la jeunesse de Paule Lavergne (1966).
- Divine Endurance, roman de Gwyneth Jones (1986).
- Diabolo : Diabolo le petit chat noir dans une série de sept romans pour la jeunesse écrits de 1974 à 1980 par Paul-Jacques Bonzon.
- Djibi, le petit chat de Felix Salten (1945)
- L'Étonnante Histoire d'Adolphus Tips de Michael Morpurgo (2006) : le chat Tips de la grand-mère Lily.
- L’Enfant Chat de Béatrix Beck (1984) : l’héroïne Soizig ou « S. ».
- L'Extravagante Expédition de Beau-Minet, roman de Molly Lefébure (1968).
- Le Fabuleux Maurice et ses rongeurs savants, roman de Terry Pratchett, met en avant le chat Maurice. En 2022, sort le film Maurice le chat fabuleux, qui en est tiré.
- Les Fantastiques Aventures de Surcouf, de Christine Lacroix (2015) : un chat de gouttière raconte sa vie d'aventures.
- Francis, chat détective, héros des romans du romancier allemand Akif Pirinçci : Félidés, Chien méchant, Francis et les chats sauvages.
- Gredin, le chat de Nounou Ogg, personnage du Disque-monde, de Terry Pratchett (1983).
- La Guerre des clans, série (2005-2008) de Erin Hunter : les chats des différents clans.
- Histoire d'une mouette et du chat qui lui apprit à voler, de Luis Sepúlveda (1996) : les héros félins Zorbas, Je-sais-tout, Secretario et Colonello.
- Honor Harrington : Nimitz, le chat sylvestre empathe à six pattes de la série de romans écrite par David Weber en 2001.
- L'Incroyable Voyage (The Incredible Journey) de Sheila Burnford : un chat siamois et deux chiens parcourent 400 km au Canada pour rejoindre leur maître. Ce roman a aussi paru sous le titre de L'Incroyable randonnée.

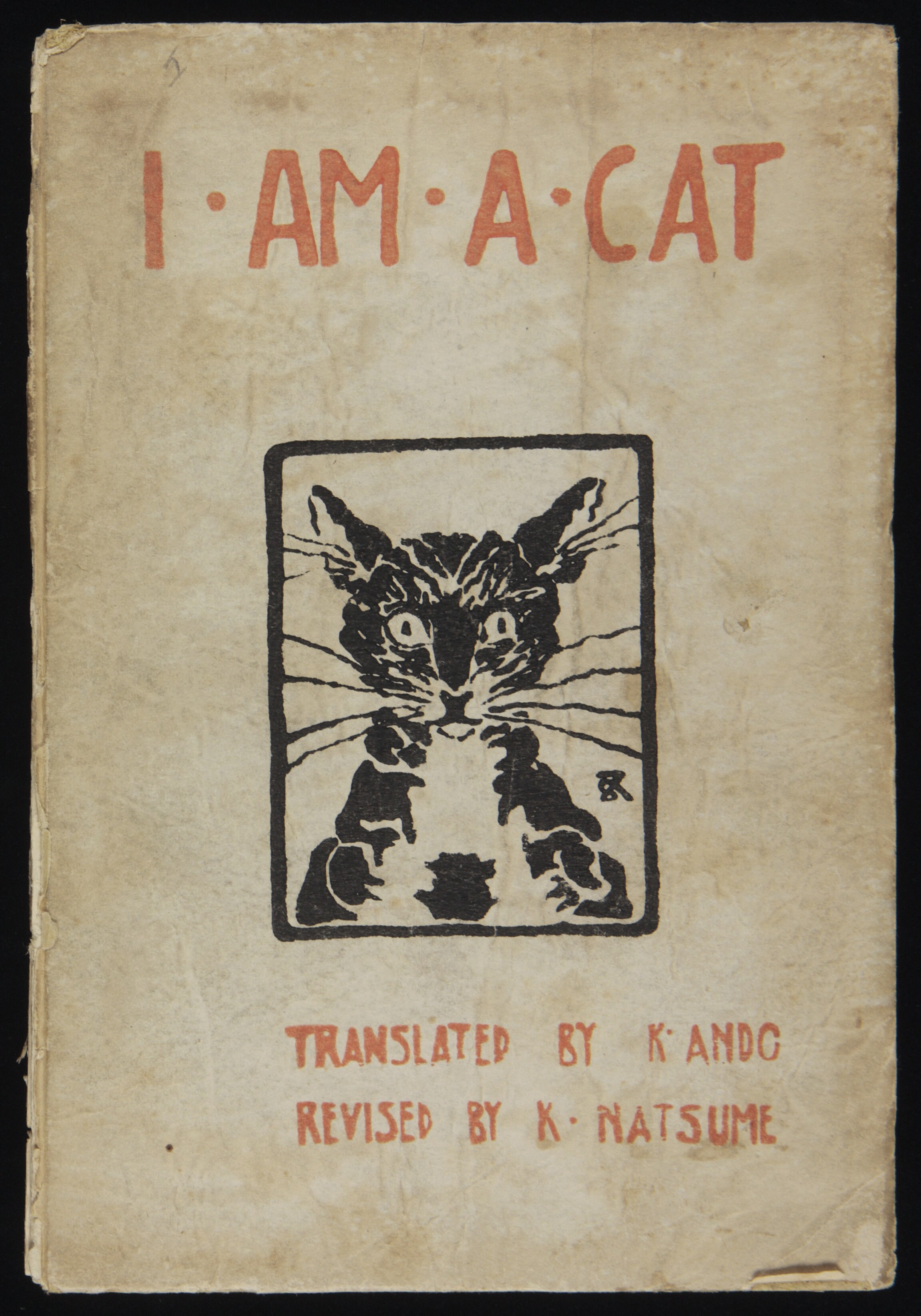
Couverture en anglais du roman japonais Je suis un chat de Natsume Soseki, avec le chat sans nom.

- Je suis un chat, roman japonais de Natsume Soseki (1905).
- Journal de Minette, histoire d'une mère et de ses enfants, de P.-J. Stahl (1873) (Texte sur Gallica).
- Journal d'une princesse, série de romans écrits par de Meg Cabot (2000-2009) : Fat Louie, le chat caractériel.
- Journal d'un chat, de Julia Deuley (2000).
- Journal d'un chat assassin (Diary of a Killer Cat) d'Anne Fine (1996).
- Journal intime d'un chat acariâtre, de Susie Jouffa et Frederic Pouhier (2014) : roman humoristique.
- Le Journal intime de Georgia Nicolson, de Louise Rennison : le chat Angus.
- Letters From A Cat (1879) par Helen Hunt Jackson : la chatte Pussy.
- Lully, chat de la taille d'un humain, à moitié femme est en réalité une fée, une Inspirée, dans la Saga des Cavaliers des Lumières, de Brigitte Aubert et Gisèle Cavali, commencée en mai 2008.
- Le Maître et Marguerite de Mikhaïl Boulgakov (1940) : le chat noir Béhémoth.
- Mamou (Cry of the heart), de Mary Patchett (1960), roman pour la jeunesse : Mamou est une chatte qui, dès son plus jeune âge, doit se battre pour survivre dans la brousse.
- Les Mascottes du Tahiti-Nui (Las Mascotas de la Tahití-Nui), de Jaime Bustos Mandiola (1957), roman chilien publié en France en 1959.
- Les Mémoires d'un chat, de Hiro Arikawa (2017), roman. Satoru doit se séparer de Nana, son chat adoré. Débute alors une série de voyages chez des amis d’enfance, aux quatre coins du Japon, pour lui trouver un nouveau foyer.
- Mémoires d'un chat des villes[8], d'Alain Gravelet (2008).
- Méphisto, le chat de la jeune justicière masquée Fantômette dans une série de romans pour la jeunesse.
- Mitou les yeux verts, de Léonce Bourliaguet (1950).
- Mogget, un des personnages de Sabriël, Liraël et Abhorsën de Garth Nix.
- Moi, graf Bouby, chat de gouttière, de Jean Blot (1984).
- Mon amie Fraise de Hildegarde Humbert (1977).
- Mon amie Jennie (Jeannie) de Paul Gallico[9] (1950).
- La Mort sur un plateau d'argent (Death on a silver tray), de Rosemary Stevens (2005) : Chakri, le chat dans une série de trois romans policiers.
- Le Mystère du chat siamois (The Mystery of the Disappearing Cat), roman pour la jeunesse d'Enid Blyton (1944)
- Nosaka aime les chats de Akiyuki Nosaka (1998), Charlie et plusieurs autres chats.
- Les Neuf Vies d'Edward, de Chrystine Brouillet (1998).
- Les Neuf Vies de Montezuma, de Michael Morpurgo (2000).
- Ophélie, héroïne du cycle des Hortense, de Jacques Roubaud.
- Orgueil de la maison, de Gilbert Ganne (1964), recueil de textes sur les chats.
- La Paix chez les bêtes, roman français de Colette (1916) : Poum le chat.
- La Patte de chat, de Christia Sylf (1974), recueil de nouvelles fantastiques.
- Pattenrond et Miss Teigne, deux personnages de Harry Potter.
- Peines de cœur d'une chatte anglaise de Balzac (1840). L'histoire de Beauty, jolie chatte anglaise blanche, mariée a Puff, le gros persan victorien et pour son malheur, courtisée par Brisquet le chat de gouttière français.
- Petronius le Sage, personnage de Une porte sur l'été de Robert Heinlein (1956).
- Pixel, personnage de Le Chat passe-muraille, de Robert Heinlein (1985).
- Plume de Guy Féquant (2014).
- Pour l'amour de Finette, roman français de Rémo Forlani (1983).
- Prrou, Doucette et quelques autres, roman français de Colette (1913).
- Le Roi des chats de John Keats.
- Rosabelle, la petite chatte de Margarete Dörre (1975), roman pour la jeunesse.
- Rroù, roman de Maurice Genevoix (1931) : Rroù, chat noir intrépide, n'écoute que son instinct et aime sa liberté.
- Sim agent double, série de cinq albums illustrés pour enfants écrits par Roger Landy et Alain Miraumont (1971-1972) : Sim le chat est un agent secret.
- Simetierre, de Stephen King (1983) : Churchill, dit Church, le chat ressuscité.
- Stuart Little (1945) : la chatte Snowbell.
- Superchat, une série de romans pour enfants écrits par Paul Fournel, publiée dans la collection Bibliothèque rose.
- Les Surprenantes Aventures de Pepsy le chat (Espy and the catnappers), de Jane Slaughter (1977).
- La Tabatière empoisonnée (The Tainted Snuff Box), de Rosemary Stevens (2006) : Chakkri, le chat d'une série de trois romans policiers.
- Tiburce et le chat Moune, dans la série de romans écrite par Philippe Ragueneau (ex : Tiburce, le chat qui démasqua l'assassin).
- Tobermory, le héros du même nom d'une nouvelle de Saki, qui maitrise l'anglais à la perfection, et agace très fortement les convives d'un week-end en dénonçant leur hypocrisie, ce qui aboutit à son empoisonnement[10],[11].
- Toutes griffes dehors de Giorda (1994, roman pour la jeunesse : Brigand, un chat noir inconnu, va entraîner le jeune Manu vers des aventures.
- Le Vétérinaire apprivoisé d'Arlette Muchart (1987) : Marcel le chaton est recueilli par la petite Émilie qui n'a pas de père. Tout est pour le mieux dans le meilleur des mondes pour le chaton, mais voici que débarque un prétendant à la mère d’Émilie, un vétérinaire très strict.  (ISBN 2-08-161924-5) Lire en ligne.
- Une vie de chat, de Yves Navarre (1986) : le chat Tiffauges.
- Vie de deux chattes de Pierre Loti (nouvelle).
- La Vie mode d'emploi de Georges Perec (1978) : Pip et La Minouche, chats de Madame Moreau, Petit Pouce, chat des Marquiseaux, Poker Dice, chat de Gilbert Berger, Lady Piccolo, chat d'une dame anonyme, ainsi qu'un chat sans nom dormant sur le lit de Smautf.
- Villages Félins de Véronique Réaud (2017), recueil de nouvelles : quatre chats racontent leurs aventures dans quatre villages français.

## Biographies
Par ordre chronologique décroissant
- 2021 : Le Monde selon Nala (Nala's World), roman autobiographique de Dean Nicholson[12] : un homme sauve un chaton perdu au cours d'un voyage. Ensemble ils vont faire le tour du monde à vélo  (EAN 9782824618043).

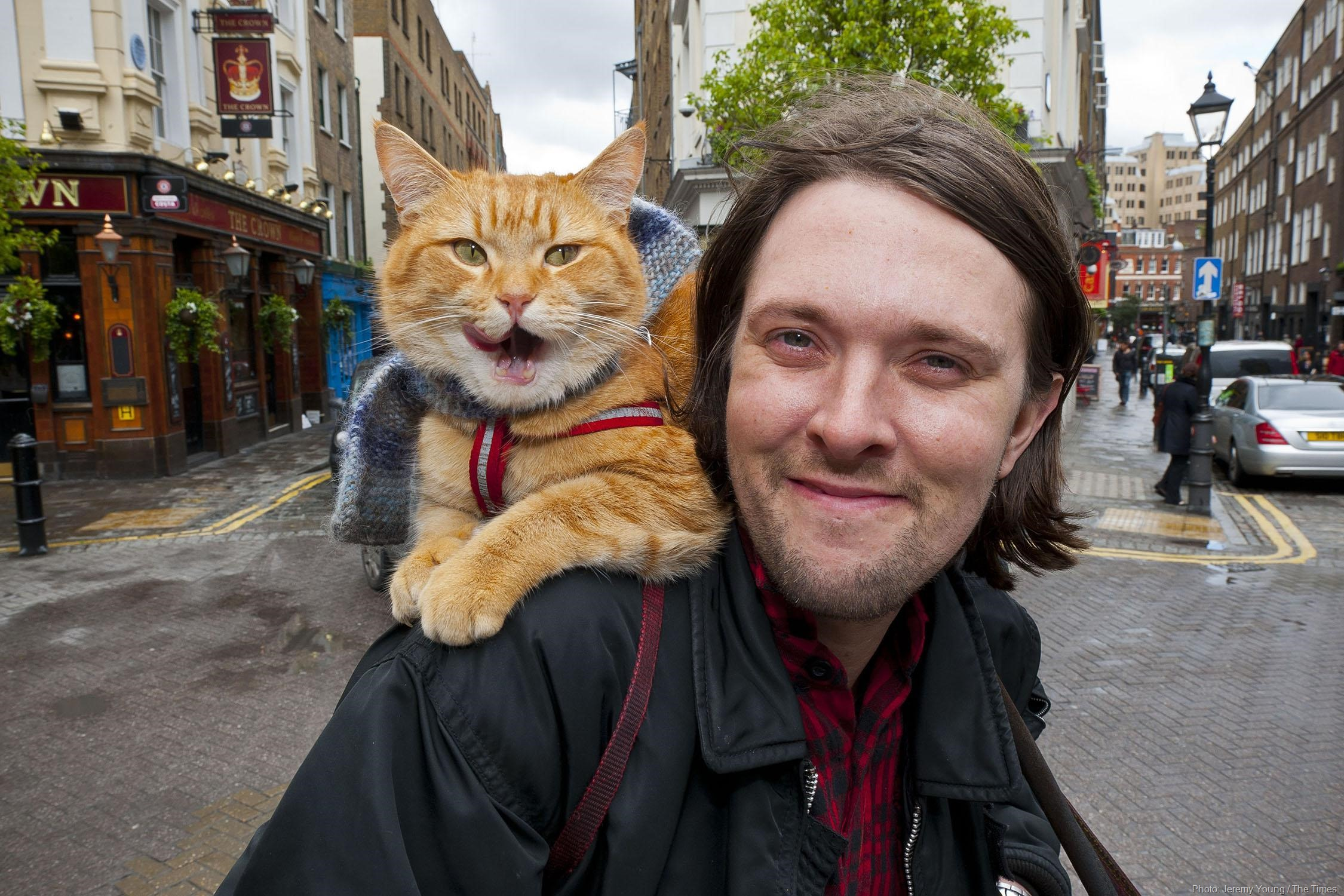
Le chat Bob et son maître James Bowen, auteur de Un chat des rues nommé Bob (2013).

- 2014 : Un chat des rues nommé Bob, roman autobiographique de James Bowen : l'histoire vraie d'un jeune clochard, ancien drogué, et de son chat roux Bob, trouvé dans la rue.
- 2014 : Choupette, la vie enchantée d'un chat fashion de Karl Lagerfeld.
- 2013 : À pas de chat... : une famille surmonte ses difficultés grâce à Jonah (Cats and daughters) de Helen Brown (en).
- 2010 : Cléo et Sam : une amitié au-delà de la mort de Helen Brown.
- 2009 : L'Odyssée d'Homère (Homer's Odyssey) de Gwen Cooper : l'histoire d'Homère, chat aveugle adopté et adoré par sa maîtresse, Gwen Cooper  (ISBN 9782352883333).
- 2009 et 2010 : Dewey et Les Neuf Vies de Dewey : le chaton Dewey est trouvé dans la Bibliothèque de la ville de Spencer, dans L’État de l'Iowa. Il vit dans la Bibliothèque depuis dix ans. La bibliothécaire qui l'a recueilli, Vicki Myron (en), a écrit ces deux livres[13],[14].
- 2007 : Monsieur Chatastrophe (A cat called Birmingham), autobiographie de Chris Pascoe (en) sur son chat Brum  (ISBN 9782353150144).
- 2007 : Au bonheur des chats (2007) de Catherine Rihoit.
- 1992 : Sa majesté le chat : carnet de notes d'un amoureux de Louis Nucera.
- 1986 : Chat huppé : 60 personnalités parlent de leurs chats, de Catherine Jajolet.
- 1981 : L'Histoire édifiante et véridique du chat Moune de Philippe Ragueneau.
- 1976 : Il y a toujours quelque part un chat qui vous attend (Somewhere a cat is waiting) de Derek Tangye.

## Bandes dessinées

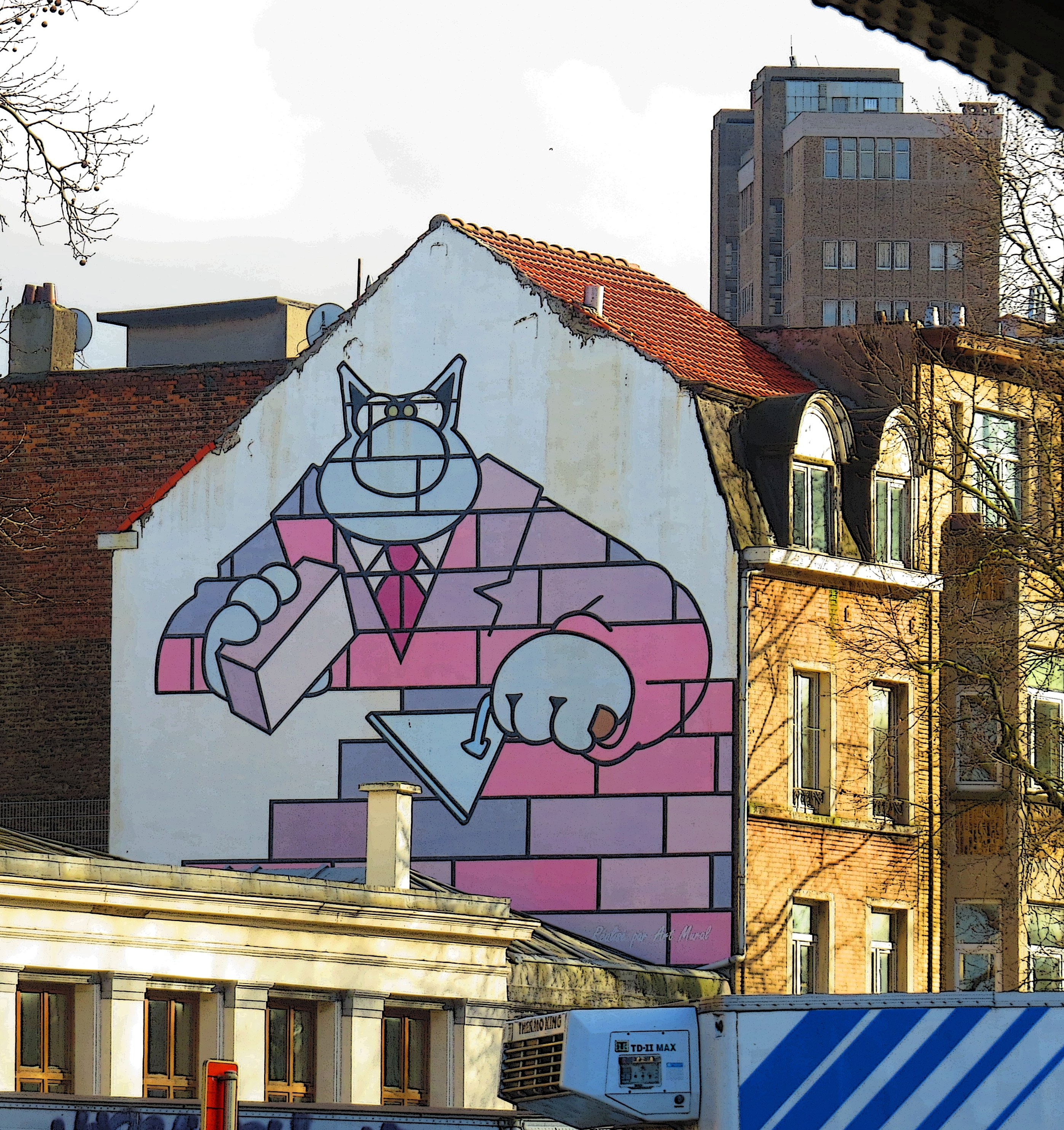
Le Chat de Philippe Geluck sur une peinture murale à Bruxelles, Belgique.

- Adolf, dans Le Combat ordinaire de Manu Larcenet.
- Alex Lechat, détective « chat-garou » d'Yves Beaujard et Patrick Galliano.
- Angel Cat Sugar (en), chat blanc ailé de récits pour enfants, créé par Yuko Shimizu. Chat décliné ensuite en jeux vidéo, peluches, etc., à la façon de son autre personnage de chat, Hello Kitty (dont la compagnie Sanrio détient les droits).
- Attila, dans Grimmy et dans Le petit bûcheron de Tarek et Boris Guilloteau.
- Artémis, le chat fidèle de l'héroïne Sailor Vénus dans les mangas Sailor Moon.
- Auge, dans Lumière d'étoile d'Andreas.
- Azraël, le chat de Gargamel dans Les Schtroumpfs.
- Baratine, chatte bicolore amie d'Idéfix contre Monalisa, chatte siamoise du général romain Labienus, dans Idéfix et les Irréductibles.
- Bastet, dans Ian Kalédine.
- Belphégor, dans Percevan.
- Billy, héros des bandes dessinées Billy the Cat.
- John Blacksad, chat détective privé (édition Dargaud), scénario de Juan Diaz Canales, dessins de Juanjo Guarnido.
- Bludzee, petit chat noir de l'album éponyme par Lewis Trondheim.
- Bucky B. Katt, le chat siamois du comic strip Get Fuzzy, par Darby Conley.
- Carrot, le chat roux dans la série Pepper&Carrot de David Revoy.
- Caporal, le chat siamois de la voisine dans Boule et Bill.
- Catbert, chat DRH dans la série Dilbert.
- Catmembert, chat du canard Donald Duck.
- Cats, série de manhwa de Hyun-Jun Kang[15].
- Chaffoux, gros chat jaune de la série éponyme, dessinée par Patrick Cadot et scénarisée d'abord par Didgé.
- Chaminou, chat-détective et Célimène (série Chlorophylle), deux créations de Raymond Macherot.
- Chat, dans Autoportrait de Paris avec Chat, dessiné par l'écrivain Dany Laferrière de l'Académie française.
- Le chat gris de la série Le Chat, de Philippe Geluck.
- Le Chat du rabbin, héros de la bande dessinée de Joann Sfar.
- Le « chat dingue » noir et blanc de Gaston Lagaffe, par Franquin.
- Le chat de Lou, qui n'a pas de nom fixe, dans la bande dessinée Lou !.
- Le Chat d'ici et le chat d'ailleurs, un album pour enfants dessiné par Marcel Marlier.
- Le chat roux de la série Le Chat de Fat Freddy (Fat Freddy's Cat), de Gilbert Shelton.
- Les chats de Chats, série fantastique de 5 tomes, par Didier Convard.

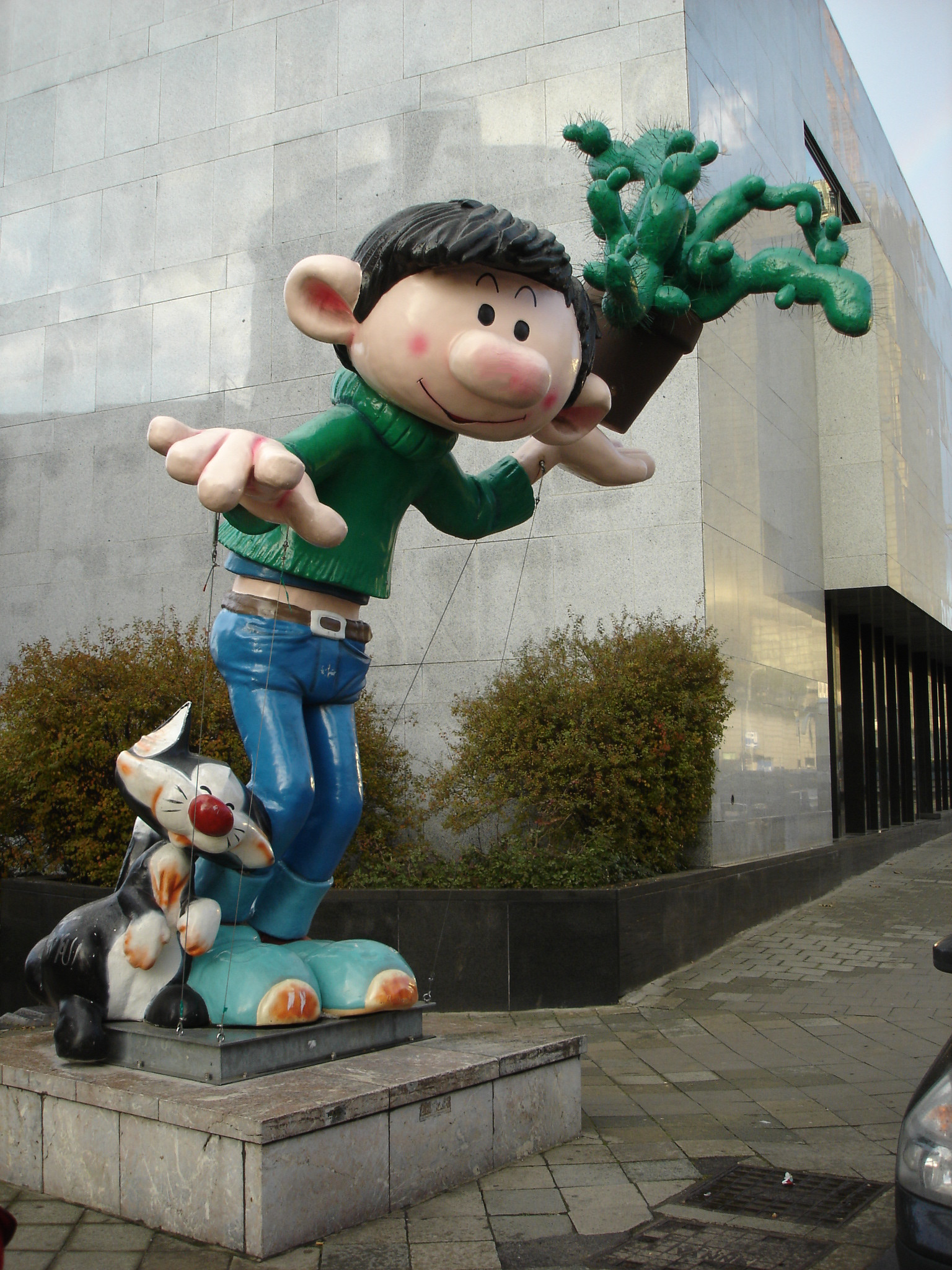
Statue de Gaston Lagaffe et de son chat à Bruxelles, en Belgique.

- Chatte noire, super-héroïne de Marvel qui a aidé Spiderman
- Chi, dans Chi : Une vie de chat, série de manga racontant la vie d'un chaton recueilli par une famille japonaise, adapté en dessin animé par le studio Madhouse.
- John Chatterton, chat noir détective de la série enfantine de même nom, par Yvan Pommaux.
- Clarke Gaybeul, chat de couleur verte, anti-héros dans les bandes dessinées d'Édika.
- Cooper, dans Incantations de Jean-Christophe Derrien.
- Diana, le chat fidèle de l'héroïne Sailor Mini Moon dans les mangas Sailor Moon.
- Edouard, dit Doudou, le chat blanc de Miss Justine qui l'accompagne dans ses aventures, créé par François Bel.
- Flocon, dans L'Esprit de Warren.
- Fritz le chat, de Robert Crumb, série adaptée ensuite en dessin animé par Ralph Bakshi.
- Follet, dans Follet, le petit chat, un album pour enfants dessiné par Marcel Marlier.
- Gaturro (en), chat jaune de l'Argentin Cristian Dzwonik (en) (dit « Nik »), qui paraît dans le quotidien La Nación.
- Garfield, chat roux de type exotic shorthair, par Jim Davis
- Gertrude, chatte voleuse et petite amie de Pat Hibulaire
- Gogol, le chat télépathe de La Trilogie Nikopol.
- Goutatou et Dorauchaux, deux chats marins de Dimitri dans la série Goutatou et Dorauchaux.
- Grisous, dans Cyrill et les ombres du bois cendré de Tarek et Ivan Gomez-Montero.
- Heathcliff, gros chat orange, dans la bande dessinée américaine de même nom, créée par George Gately (en).
- Hercule, du duo « Pif et Hercule ».
- Houri, la chatte dans l'album de la série Bob et Bobette : Le Secret d'Ubasti de Willy Vandersteen.
- Isis, la chatte noire de Catwoman.
- Jojo le chat dans la série Jojo & Paco d'Isabelle Wilsdorf.
- Kansuke, héros avec sa maîtresse Yumi de la série de manga Nekoten! par Yūji Iwahara[16].
- Katz, héros de la série de Del et Ian Dairin, dans Le journal de Spirou.
- Les kochaques, dans Donjon.
- Kochka, de Brrémaud et Bruno Duhamel.
- Korky, chat noir et blanc de la série phare Korky the Cat (en) du magazine britannique pour enfants The Dandy (en), dès 1937.

- Krazy Kat, de George Herriman.

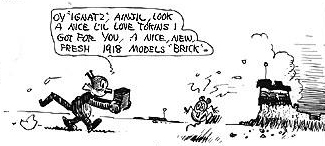
Une case de la BD Krazy Kat du 6 janvier 1918, par George Herriman.

- Kurochan, chat cyborg de la série manga Cyborg Kurochan.
- Luna, le chat fidèle de l'héroïne Sailor Venus dans les mangas Sailor Moon.
- Mat Matou, de Christian Gaudin.
- Maxwell, chat de la série Maxwell the Magic Cat (en), par Alan Moore
- Melvin, chat noir de Marilyn Apfelmond dans Largo Winch.
- Michael, chat roux accompagné d'autres chats, de la série de mangas What's Michael?!, par Makoto Kobayashi.
- Miciolino (it), chat noir et blanc et personnage principal d'une série italienne de bandes dessinées à son nom, de 1955 à 1977.

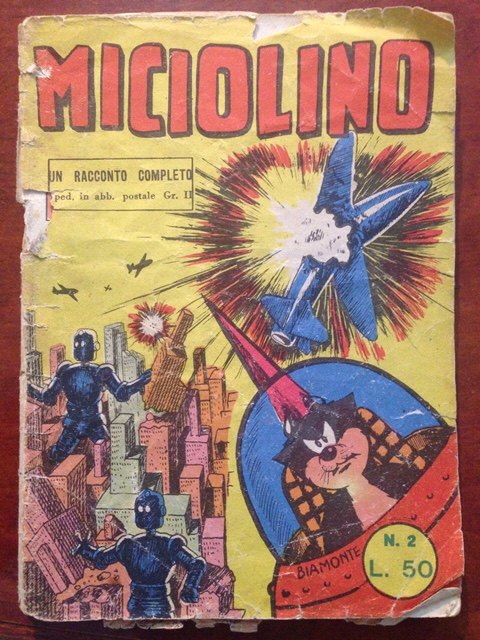
Miciolino, chat noir et blanc italien.

- Mirliton, chat roux tigré et la chatte Isadora de la série Mirliton, par Raymond Macherot et Raoul Cauvin.
- Mistigri, dans l'album La Maison de Mistigri[17] de Marc Pouyet et Evelyne Mathiaud.
- Mistigri, dans l'album La journée de Mistigri de Marthe Englebert et Chader.
- Mooch, chat noir dans le comic strip de Patrick McDonnell : Earl & Mooch
- Mot à mau, les pensées du Chat Mau, de Didier Hallépée.
- Moustache, de la série Moustache et Trottinette de Calvo
- Moustache, le chat de la série d'albums pour enfants Martine.
- Moustachu, dans la série Sylvain et Sylvette.
- Moustique, le chat noir dans Putain de chat de Lapuss.
- Muche et Baudouin dans les livres Mini-Loup.
- Musti, dans de petits livres pour les petits enfants, de Rachel Frederix.
- Nanar, le chat de Ric dans la série Ric Hochet.
- Napoléon, dans Sherpa.
- Neferou le chat, de Carlos Trillo et Peni.
- Nekomura-san, série de mangas de Yoriko Hoshi : la chatte blanche Nekomura.
- Nelson, chat roux tigré de Colin Colas le petit marin pirate, par Eddy Ryssack.
- Nermal, petit chaton dans Garfield.
- Noiraud, chat noir de la série d'albums pour enfants Caroline de Pierre Probst.
- Omaha, chatte strip-teaseuse, dans Omaha : Danseuse féline de Kate Worley et Reed Waller.
- Pantoufle, chat noir et blanc dessiné dans la série Pantoufle par Raymond Macherot et scénarisée par René Goscinny, ainsi que d'autres chats : Framboise, sa fiancée, Bistouille, son ennemi, Biquet, son ami, et Bonbon.
- Pat Hibulaire, le pire ennemi de Mickey Mouse.
- Patapon, le chat dans Maurice et Patapon, bandes dessinées par Charb, adaptées par la suite en une série animée de même nom.
- Percevan, dans Tendre Violette dessiné par Jean-Claude Servais.
- Pharaon, le chat de Méjaï dans Le Scorpion.
- Plottigat, autre ennemi de Mickey Mouse.
- Plouf, chat de la série Plouf et Nathalie, de Jean Bodar et Philippe Salembier.
- Pompon, chat léthargique et indolent de la série Miaoù va-t-on ? de Laulec.
- Pouf, chat blanc de la série d'albums pour enfants Caroline de Pierre Probst.
- Poussy, le chat de la série de bande dessinée éponyme de Peyo.
- Pusheen, chatte de webcomics, par Claire Belton.
- Raoul, dans La Fureur de vivre, d'Erroc.
- Raoul Chatigré (aussi appelé Prosper), le chat de Léonard.
- Sénéchal, chat noir et blanc dans la série Cubitus de Dupa.
- Slowburn, chat par Franquin et Gotlib.

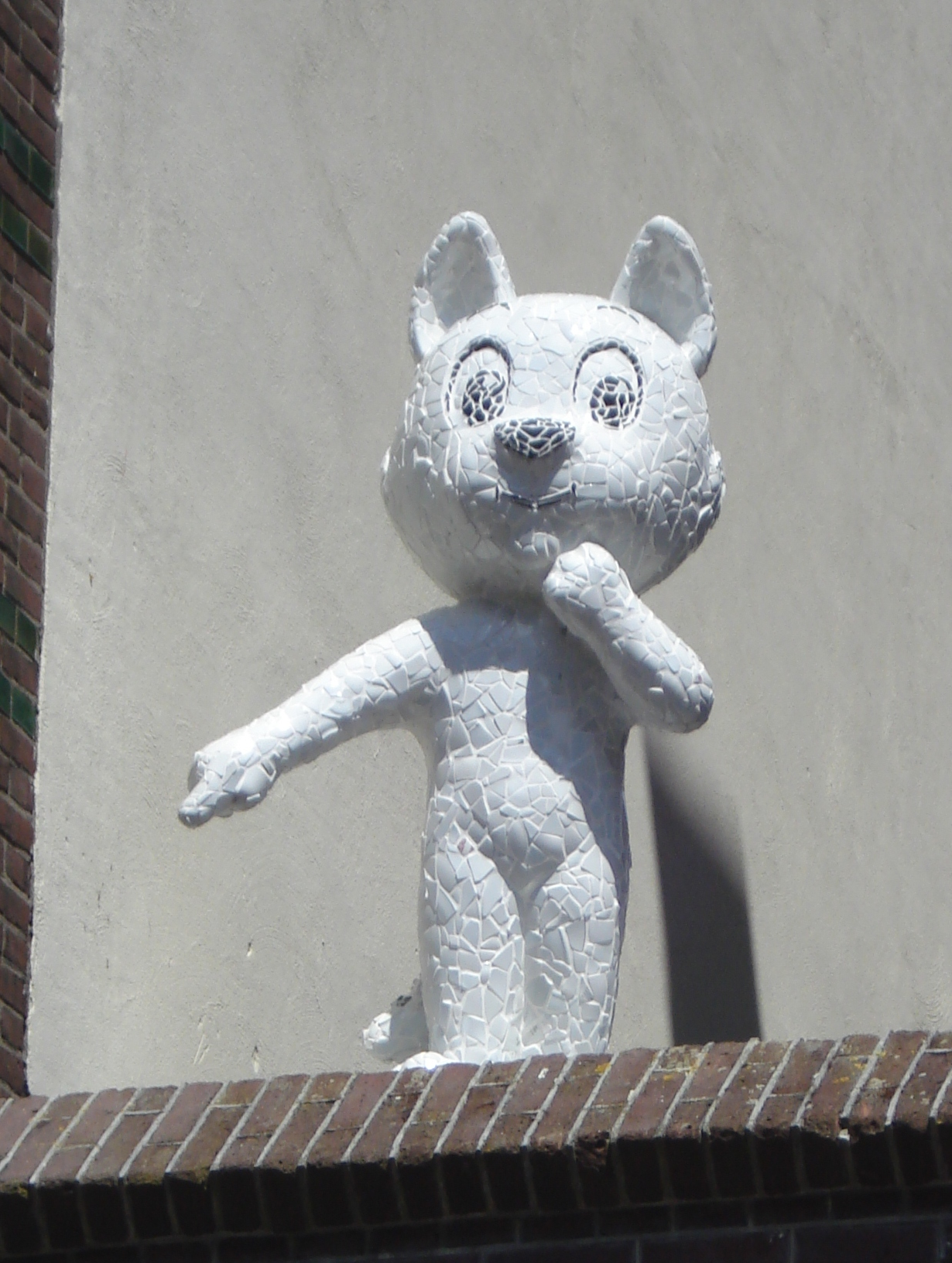
À Rotterdam, statue de Tom Pouce, chat blanc ami d'un ours.

- Speed, le chat de Manu Larssinet qui ne s'exprime que par des « GRNX », dans la série Le Retour à la terre de Manu Larcenet et Jean-Yves Ferri.
- Stanislas, chat de Prudence Petitpas.
- Streaky, le chat kryptonien de Supergirl.
- Sylvestre, dans Titi et Grosminet.
- Teekl, le familier de Klarion dans les comics de DC Comics
- Ti-ma-tou dans l'album pour enfants La Maison de Ti-ma-tou.
- Tom, de Tom et Jerry
- Tom Pouce, petit chat blanc de la série de même nom, par Marten Toonder.
- Vampire, dans la bande dessinée fantastique Le Chant des Stryges.
- Le petit chat à grands yeux et à la queue et aux oreilles noires, présent dans la plupart des dessins de presse de Pol Ferjac.
- Les chats de Lackadaisy (bande dessinée en ligne).
- Les chats dans la série Chats Chats Chats de Lapuss.
- Les chats dans la série Maliki de Souillon : Fëanor, Luma, Arya, Grapucine, etc.
- Les chats héros de la revue Minou-Cat.
- Les chats de La planète des chats, 4e album du Docteur Poche, par Wasterlain.
- Leo, Aeris et les autres chats anthropomorphes dans la série de bandes dessinées en ligne VG Cats par Scott Ramsoomair.

On trouve aussi, avec des rôles plus ou moins importants, des chats anonymes dans Gaston Lagaffe, Broussaille, Capricorne, Les Aventures de Tintin (voir Les Sept Boules de cristal et Les Bijoux de la Castafiore), dans Lucky Luke (celui de Ma Dalton nommé Sweetie), dans Cédric (voir Terrain minets), dans Le pauvre chevalier de F'murrr, dans Clifton voir en particulier sept jours pour mourir, dans le deuxième tome de Thorgal, dans Lapinot (voir La couleur de l'enfer), dans MangeCœur, dans Carmen Mc Callum…
- Dans Maus d'Art Spiegelman (1970 et 1980), tous les nazis sont représentés par des chats.
- Toute la série de dessins de chats du dessinateur Siné (je ne pense qu'à chat).

## Cinéma

### Longs métrages
Par ordre alphabétique

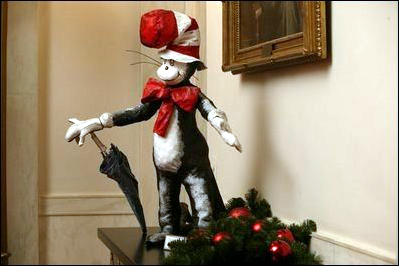
Statuette du Chat chapeauté utilisée comme décoration de Noël en 2003 à la Maison-Blanche.

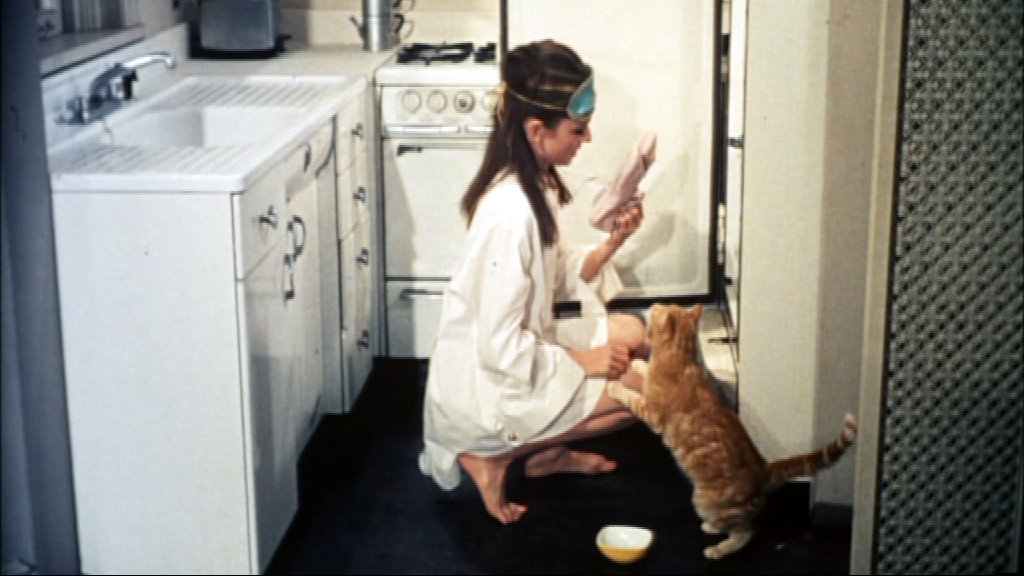
Le chat Orangey a joué un grand nombre de rôles stop.

- L'Adorable Voisine (1958) : Pywacket, le chat de la sorcière Gillian Holroyd.
- Alien (1979) : Jones (ou Jonesy), le chat de Ripley, à bord du vaisseau spatial Nostromo.
- Austin Powers (plusieurs films) : Mr. Bigglesworth (Grandbigleux en version française), le chat du Docteur Denfer.
- Les Aventures de Chatran (1988) : le chaton Chatran est accidentellement abandonné en pleine campagne.
- Catwoman (2004) : Minuit, chat de Catwoman.
- Le Cerveau, avec Jean-Paul Belmondo et Bourvil (1969) : le chat Pompom.
- Le Chat, de Pierre Granier-Deferre, (1971), d'après le roman homonyme de Georges Simenon.
- Le Chat chapeauté, chat au chapeau rayé rouge et blanc, film sorti en 2003 tiré du roman de même nom de Dr. Seuss.
- Chat noir, chat blanc, d'Emir Kusturica (1998).
- Le Chat Pacha (The Richest Cat in the World (en), 1986)[18] : le chat Léo.
- Le Chat qui vient de l'espace de Walt Disney Pictures (1978) : Jake est un chat extraterrestre possédant des pouvoirs.
- Comme chiens et chats (2001) : Mister Tinkle, le chat.
- Comme chiens et chats : La Revanche de Kitty Galore (2010) : Kitty Galore, la chatte nue de race sphynx (c'est la suite du film Comme chiens et chats (2001)).
- Diamants sur canapé (1961) : le chat roux d'Audrey Hepburn.
- L'Espion aux pattes de velours de Walt Disney Pictures (1965) : Petit Voyou, le chat.
- La Femme du boulanger de Marcel Pagnol (1938) : Pompon et Pomponette.
- Garfield et Garfield 2 : le chat roux Garfield, d'après les BD de Jim Davis.
- Harry et Tonto (1974) : expulsés de leur logement, un retraité et son chat Tonto parcourent ensemble le pays.
- Harry Potter : Miss Teigne, la chatte de Rusard, et Pattenrond, le chat d'Hermione.
- Hunger Games : Buttercup, le chat de Primrose Everdeen.
- L'Incroyable Voyage de Duwayne Dunham (1994) : Sassy la chatte.
- L'Incroyable Voyage 2 : À San Francisco de David Richard Ellis (1996) : Sassy la chatte.
- La Main au collet (1955) d'Alfred Hitchcock : le voleur John Robie dit « Le Chat » a un double à quatre pattes, un chat noir parcourant les toits.
- Miaou ! (2001) film de Vincent Bal : Minoes est une jeune chatte transformée accidentellement en jeune fille humaine.
- Men in Black (1997) : le chat Orion.
- Le Nouvel Espion aux pattes de velours de Walt Disney Pictures (1997) : le chat « Patte de velours » (remake de L'Espion aux pattes de velours).
- On ne vit que deux fois : le chat persan chinchilla blanc du chef du SPECTRE, méchant récurrent et ennemi juré de James Bond, Ernst Stavro Blofeld[19]. Ce chat a été parodié dans Austin Powers (cf. plus haut).
- Princesse malgré elle (2001) : le chat Fat Louie.
- Rhubarb, le chat millionnaire (1951) : le chat Rhubarb.
- Stuart Little (1999) : la chatte blanche Snowbell, et Smokey, le chat bleu russe.
- Les Trois Vies de Thomasina (1964) : Blessée, la chatte Thomasina a perdu la mémoire et ne se souvient plus où elle habite ; elle est recueillie par une jeune femme.
- Un chat pour la vie (A Street Cat Named Bob, 2016) : adaptation au cinéma de l'histoire vraie du SDF James Bowen et de son chat Bob (auteur de la biographie Un chat des rues nommé Bob (2013).

### Courts métrages
- Les Couilles de mon chat de Didier Bénureau (2005)
- Too Many Cooks : Smarf, le chat marionnette.

### Films d'animation, longs et courts métrages
Par ordre alphabétique

Le chat Pero dans le logo de Toei Animation.

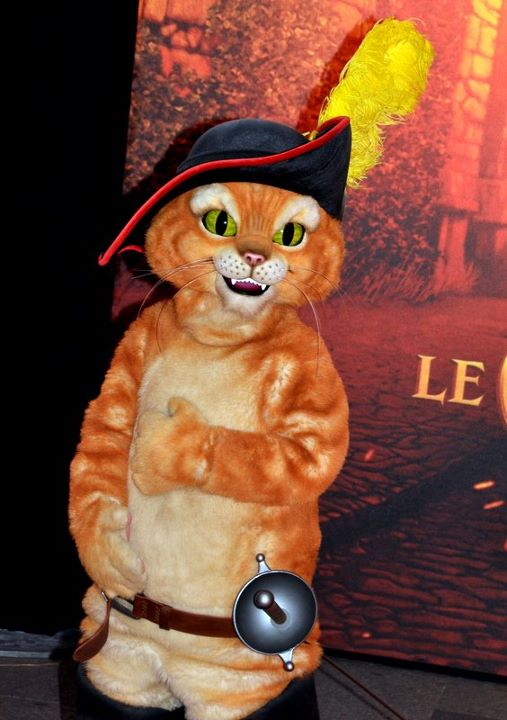
Costume du Chat potté à l'avant-première parisienne du film Le Chat potté (2011).

- Alice au Pays des Merveilles de Walt Disney Pictures (1951) : le chat du Cheshire et Dinah.
- Les Aristochats, film d'animation (dessin animé) de Walt Disney Pictures (1970) : le chat Thomas O'Malley, la chatte Duchesse, les chatons Toulouse, Berlioz, Marie.
- Bad Cat (2016) : Shero, son fils Taco et sa petite amie Misstinguette.
- La Belle et le Clochard de Walt Disney Pictures (1955) : Si et Am, les chattes siamoises.
- Cendrillon, Cendrillon 2 : Une vie de princesse et Le Sortilège de Cendrillon de Walt Disney Pictures : Lucifer ; Pom Pom (la femelle dans Cendrillon 2 uniquement).
- Le Chat botté (1969), Le Chat botté 2 (1972) et Le Chat botté 3 (it) (1976) avec Pero le chat botté, dont la tête figure dans le logo du studio de production japonais Toei Animation.
- Le Chat potté (2011): Le Chat potté.
- Comme des bêtes (2016) : Chloé.
- En route ! (2015) : le chat Porky.
- Fievel et le Nouveau Monde (1986) : Tiger , le chat roux ami de Fievel Souriskewitz.
- Kiki la petite sorcière (1989) : Jiji, le chat de Kiki.
- Loin de moi, près de toi (2020) : Tarō, la transformation de Miyo Sasaki pour devenir le chat blanc de Kento Hinode.
- Le Manoir magique (2013) : Tonnerre, un chat abandonné recueilli par un vieux magicien.
- Mon voisin Totoro de Hayao Miyazaki (1988) : Nekobasu, le Chatbus (en), et son Chatonbus (dans Mei to Konekobasu).
- La Mouette et le Chat (1998) : Zorbas, le gros chat noir.
- Les Mystères de Richard Scarry : Cassis.
- Neko no Dayan : Dayan.
- Oliver et Compagnie de Walt Disney Pictures (1988) : Oliver, le chaton.
- Pinocchio (1940) de Walt Disney Pictures : Figaro, le chat de Gepetto.
- Le Royaume des chats (2002), film d'animation de Hiroyuki Morita : les chats Muta, Natoru, Loon, Yuki, et le roi des chats, Baron.
- Shrek 2 (2004) : Le Chat potté.
- Si tu tends l'oreille, film animé japonais de Yoshifumi Kondo (1995) : Le Baron et Muta (ou Moon).
- Tom et Jerry, le film (1992) et Tom et Jerry (2021) : Tom (Thomas) le chat.
- Les Trois de Prostokvachino (Трое из Простоквашино), dessin animé soviétique (1978) faisant intervenir le chat Matroskine (ru)[20], imaginé par Edouard Ouspenski.
- Une vie de chat (2010) : Dino le chat.

## Télévision

### Séries télévisées
- Alf : Lucky, le pauvre chat que veut manger Alf l'extra-terrestre.
- Battlestar Galactica (2004) : Lance, le chat de Romo Lampkin.
- The Big Bang Theory : Zazzy, un des chats que Sheldon adopte dans un moment de désespoir.
- Buffy contre les vampires : Miss Kitty Fantastico, le chat du couple de sorcières Willow et Tara.
- Charmed : Kite, le chat des sœurs Halliwell, trois gentilles sorcières.
- Chat boume : série canadienne enfantine des aventures de quatre chats (des acteurs costumés).
- Demain à la une : « Le chat de Mr Snow », le chat roux qui, en miaulant sur le seuil de la porte, annonce l'arrivée du nouveau journal du lendemain.
- Desperate Housewives : Tobby, le chat de Karen McCluskey.
- Fear The Walking Dead  : Skidmark, le chat de Daniel Salazar.
- Friends : Mademoiselle toutenue, le chat de race sphynx de Rachel.
- Glee : Lord Tubbington, le chat de Brittany Pierce.
- Nestor Burma : Rififi, le chat noir et blanc.
- Sabrina, l'apprentie sorcière : Salem, le chat noir doué de parole de Sabrina.
- Sliders : Les Mondes parallèles : Schrödinger, le chat d'un des héros, référence au chat de Schrödinger (voir paragraphe « À part »).
- Sourissimo : Chat-Gaga, chat en compétition avec trois souris (Sourisotte, Souribelle et Sourichef).
- Star Trek : La Nouvelle Génération : Spot, le chat de Data. Neelix, le chat de Reginald Barclay. Chester, le chat de Liam Bilbyu puis de Miles O’Brien.
- Stranger Things : Mews le défunt chat de la mère de Dustin.
- Star Trek: Discovery : Rancune (Grudge dans la version originale), le chat du personnage Cleveland Booker. Il apparaît dans la saison 3[21].

### Séries d'animation et de dessins animés
- Animaniacs : Yakko, Wakko et Dot.

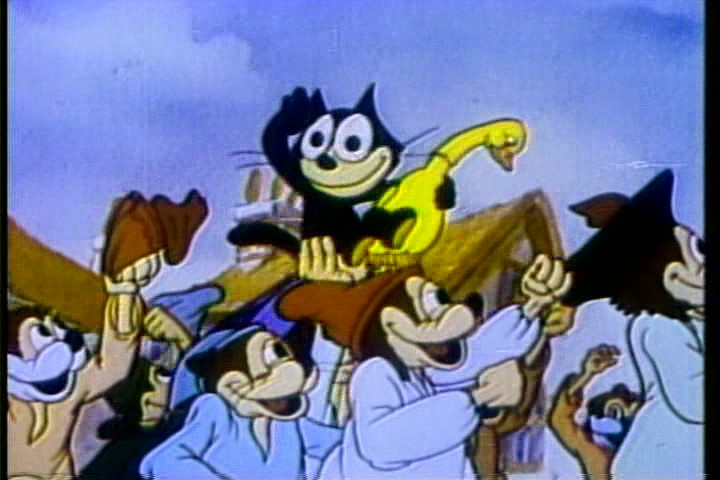
Extrait du dessin animé avec Félix le Chat : en (1936).

- Autochat et Mimimoto : Automatou, un chat qui conduit des automobiles rapides à la poursuite d'une souris en moto, et tout un groupe de chats musiciens.
- Les Aventures du chat Léopold : Léopold est un chat pacifique qui cherche à faire le bien autour de lui.
- Bagpuss : Bagpuss, chat en peluche de la série britannique.
- Billy the Cat, dans la peau d'un chat (1996-1997), série franco-belge tirée de la bande dessinée Billy the cat : les chats que terrorise le jeune Billy.
- Bleach : Yoruichi, femme qui se transforme en chat.
- Blue Exorcist, série japonaise (2011) : Kuro, familier de Rin.
- Chi : Une vie de chat ; Chi, le chaton en série de dessins animés tirée de la BD de même nom.
- Commandant Clark : le lieutenant Kitty, amourette du Commandant Clark.
- Creamy, merveilleuse Creamy : Sisi et Sinon, les deux chats aux pouvoirs magiques.

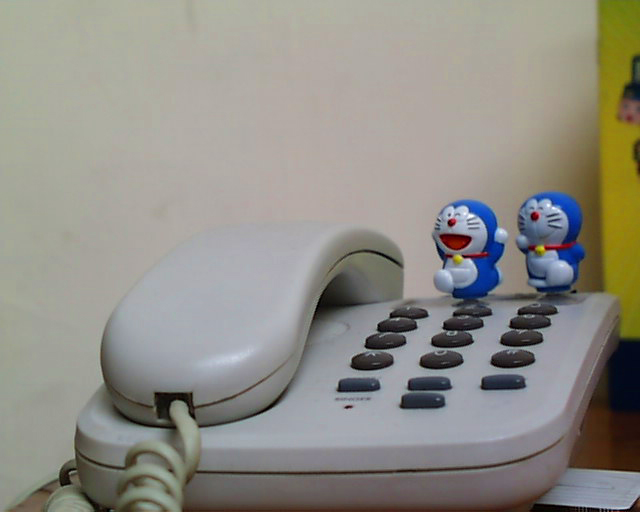
Téléphone décoré avec deux versions de Doraemon, le chat-robot japonais bleu et blanc dépourvu d'oreilles, multi-récompensé dans son pays d'origine.

- Doraemon : le chat-robot japonais sans oreilles Doraemon, personnage créé par le duo de dessinateurs et scénaristes de mangas japonais, Fujiko Fujio.
- Dragon Ball Z: Battle of Gods : Beerus, chat violet « dieu de la destruction », inspiré à Akira Toriyama par son propre chat, un cornish rex.
- Eek (1992-1997) : Eek, le chat violet.
- Embrasse-moi Lucile (1983-1984) : Roméo le gros chat tigré du petit Benjamin.
- Les Entrechats, série franco-américaine (1984-1985 : Isidore, le gros chat roux taquinant Brutus le chien des voisins, ayant pour maître Bruno.
- Les Entrechats : Rif Raf, le chat de gouttière, chef de la bande des Entrechats vivant dans une décharge.
- Fantôme 2040 (1994-1996) : Baudelaire.
- Félix et Ciboulette : Ciboulette, dans cette série québécoise avec des marionnettes.
- Félix le Chat : le chat noir et blanc d'Otto Messmer.
- Fish 'n' Chips : Chips le chat jaune, dans la série d'animation numérique.
- Fraidy Cat, le chat Fraidy dans cette série américaine.
- Fruits Basket : Kyō', un garçon qui peut se transformer en chat, personnage des mangas et de l'anime.
- Gabby et la Maison magique : Pandy Pattes, la peluche de Gabby et plusieurs autres chats.
- Garfield et cie : Garfield, Nermal, Arlène, Harry, le prince Igor et plusieurs autres chats.
- Garfield et ses amis : Garfield, Nermal, Arlène et plusieurs autres chats.
- Grabouillon : Bagout, le chat violet.
- Herman et Katnip, avec le chat Katnip et la souris Herman.
- Hong Kong Fou Fou : Spot, l'assistant du chien Perry dans cette série de dessins animés
- Inspecteur Gadget : Madchat, le chat du Dr Gang.
- Jewelpet : Alex, Dian et sa petite sœur Diana, Garnet, Kaiya, Lapis, Sango et Tour.
- Josie et les Pussycats : le chat Sébastien.
- Kaeloo : M. Chat, l'un des personnages principaux antagoniste, est un chat psychopathe, adepte d'armes (bazooka, tronçonneuse...) ; Ursula, personnage mineur, est la petite amie de Moignon.
- Kat Nipp, chat noir adversaire de la souris Mickey Mouse dans plusieurs de ses premiers courts-métrages.
- Kwicky Koala, série de 1981 produite par Hanna-Barbera : l'astucieux chat sauvage Karl le Trappeur (nommé en anglais Crazy Claws).
- Dofus : Aux trésors de Kerubim produite par Ankama Animations : le chat blanc anthropomorphe Kerubim Crépin.
- Kiri le clown : le chat Ratibus.
- Krypto le superchien : Éclair, le chat orange d'Andréa.
- Lapins crétins : invasion : chaton agressif gris brun sans nom.

- Looney Tunes : 
  - Claude le chat, chat nerveux

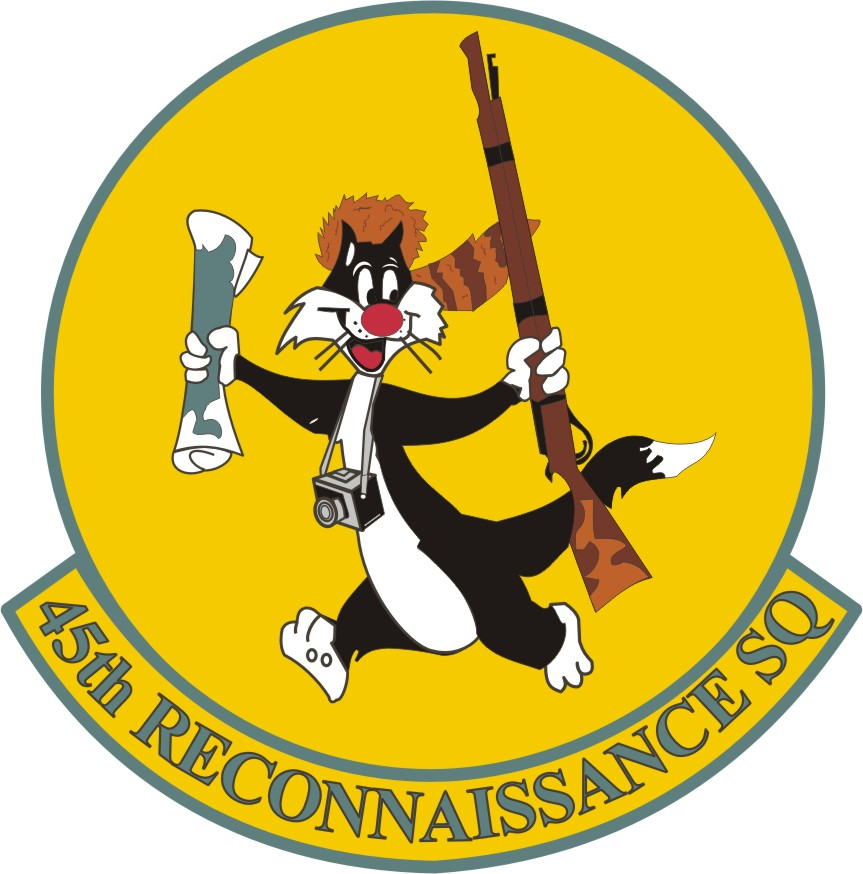
Sylvestre, le chat noir et blanc de la Warner Bros. Cartoons

  - Penelope Pussycat, chatte aimée et embêtée par Pépé le putois.
  - Pussyfoot, jeune chatte enfantine qui adore le chien Marc Anthony.
  - Sylvestre, le chat noir et blanc qui chochote, des Looney Tunes, que le canari Titi appelle Ro' Minet et Speedy Gonzales, Grosso Minetto.
- Lou ! : le chat de Lou, qui n'a pas de nom fixe.
- La Maison de Toutou, série française animée avec des marionnettes : Zouzou, la chatte.
- Mao Mao : Héros au cœur pur, le chat noir aux yeux verts Mao Mao de la série d'animation américaine de Parker Simmons.
- Matou, chat des champs et Souriceau : le chat Matou n'arrive pas à se débarrasser de l'envahissante souris qui vit chez lui.
- Merrie Melodies : Babbit et Catstello, deux chats noir et blanc en dessin animé.
- Les Minijusticiers : les « chats » : Gaspard, alias Superpudépié, Antonin, alias Supermainsgauches, Isabelle, alias Superoulettes, Louise, alias Superjesaispaschoisir, Nestor, alias Supermaniaque, Emeric, alias Superallergique, Martial, alias Supertricheur et Loïc, alias Superdésolé.
- Mio Mao : Mio et Mao, le chat blanc et le chat rouge, dans la série d'animation de pâte à modeler.
- Le Monde enchanté de Lalabel (en) : Bibichat, le chat de Lalabel, jaune avec les extrémités foncées, et un nœud papillon sur la tête.
- Le Monde incroyable de Gumball : Gumball Watterson, chaton bleu, personnage principal, et sa mère chatte Nicole.
- Mona le Vampire (1999-2004), série canadienne : Crok.
- La Mouette et le Chat d'Enzo D'Alò : Zorba.
- Mouk : Chavapa, le chat qui fait le tour du monde à vélo.
- Musti (en), jeune chat anthropomorphique de même nom, créé par le belge Ray Goossens et apparu en 1968 à la télévision.
- Mr Bean, la série animée (2002-2004) : Scrapper, le chat de Madame Wicket.
- Oggy et les Cafards : Oggy, Jack, Olivia, Monica et plusieurs autres chats.
- Le Pacha, série produite par Hanna-Barbera : Pacha (Top Cat), le chef d'une bande de chats de gouttière de New-York.
- Le pacte des Yokai : Nyanko-sensei
- Petit Chien et Minet (1974)-1985) : Minet, le petit chat tigré ;
- Pierre Martin le facteur, série animée britannique : Jess, le chat noir et blanc  du facteur.
- Pinocchio, série japano-allemande (1976) : Gédéon, le compère chat.
- Pixie et Dixie et Mr. Jinks par Hanna-Barbera : Mr. Jinx (ou M. Jules), chat orange.
- Pokémon : Absol, Chaglam et Chaffreux, Mangriff, Miaouss et Persian, Flamiaou et ses évolutions : des espèces félines.
- Pouf et Riqui : le chat Pouf (Ruff, en version original).
- Pucca : Mio, le chat de Garu.

- Ren et Stimpy : Stimpy le chat.

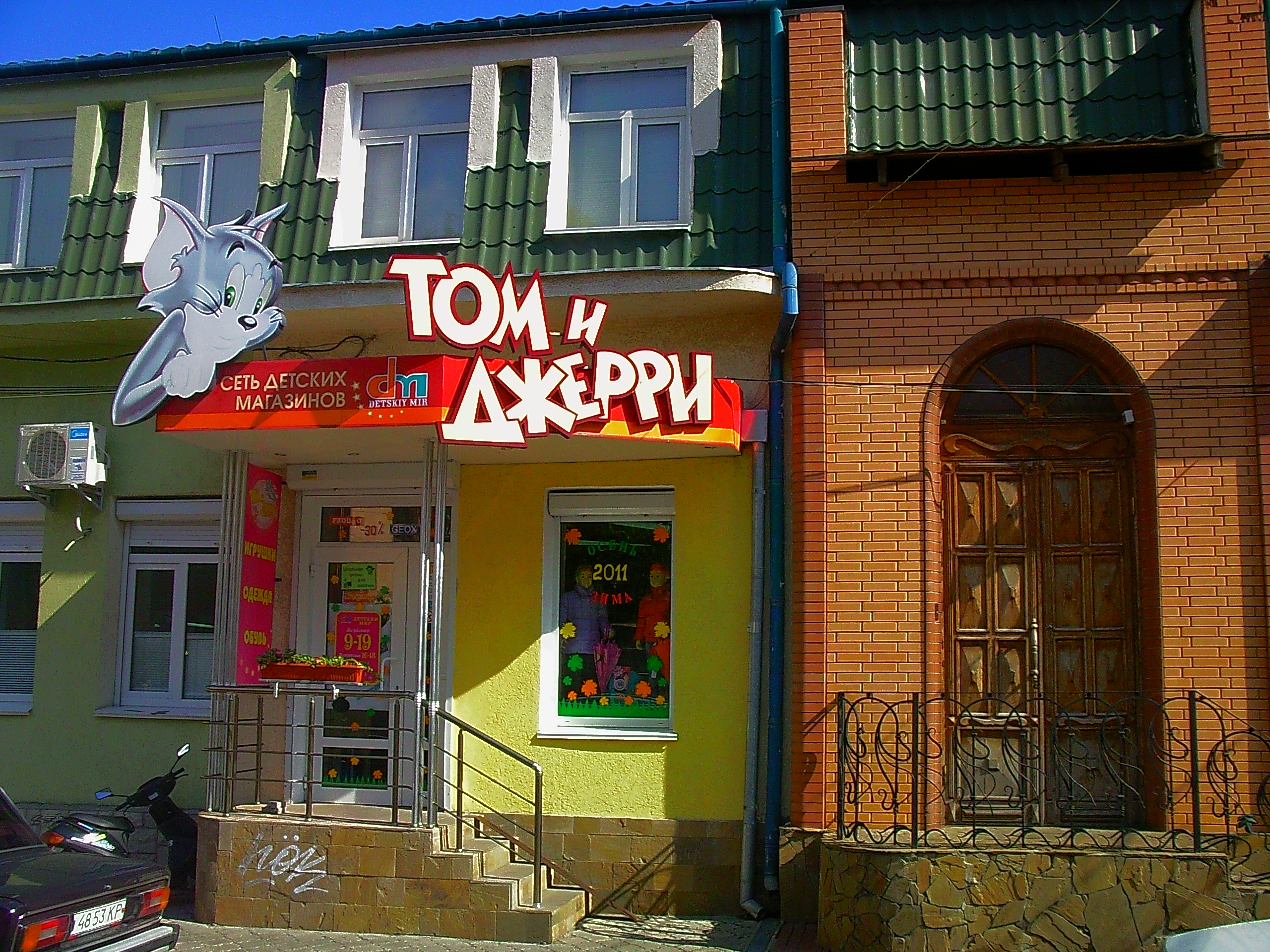
Enseigne à l'effigie de Tom le chat, à Simferopol en Crimée.

- Sailor Moon : Luna, Artémis, le chat au croissant de lune sur le front (série tirée du manga) et Diana.
- Sally la Petite Sorcière : Polon, le chat de Sally.
- Samouraï Pizza Cats, série animée (1990-1991) : Speedy, Polly et Guido.
- Les Schtroumpfs : Azraël, le méchant chat noir de Gargamel.
- Shaun le mouton : Pidsley, le gros chat roux du fermier.
- Simon's Cat (Le chat de Simon), héros d'une série de vidéos et d'albums dont la carrière a débuté sur Internet[22].
- Les Simpson : Boule de Neige, chat(s) de Lisa.
- Les Simpson : Scratchy, de la série Itchy et Scratchy, chat noir et éternelle victime mais immortel.
- South Park : Kitty, la chatte de Cartman.
- SWAT Kats, les redoutables chats justiciers dans la série américaine du même nom (1993-1995).
- Téléchat, série française animée avec des marionnettes : Groucha, le chat présentateur, son « sosie » Léon Minou, et son ami l'angora, qui n'apparaît jamais visuellement.
- Tom et Jerry : le chat gris et blanc Tom, dans les dessins animés Hanna-Barbera.
- Yo-kai Watch : Jibanyan, Epinyan, Bandinyan, Shogunyan et Robonyan : tous des chats yo kai.
- Waldo Kitty (1975) : Waldo Kitty, le chat de gouttière, et son amie Félicia, chatte angora blanche. Waldo est un chat vivant des aventures sous des personnages divers (espion, cowboy, etc.).
- Zip Zip : Victoria, Nougat, Framboise, Fang et plusieurs autres chats.

## Jeux vidéo

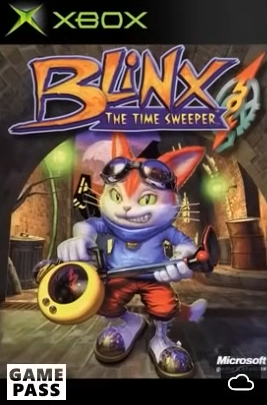
Blinx du jeu Blinx: The Time Sweeper (2002).

- Big the Cat, chat pêcheur dans le jeu vidéo Sonic Adventure.
- Blaze the Cat, chatte couleur lavande, dans des jeux vidéo de Sonic le hérisson.
- Blinx, le chat roux et blanc aux yeux verts qui se déplace dans l'espace-temps, héros des jeux Blinx: The Time Sweeper et Blinx 2: Masters of Time and Space.
- Cait Sith, chat du jeu Final Fantasy VII inspiré du chat de légende Cat Sidhe.
- Charly, le chat voyageur de la série Animal Crossing. Il apparaît souvent en début de partie pour aider le joueur à déterminer différents paramètres, comme son apparence ou le nom de sa ville.
- Evil the Cat, mercenaire dans le jeu et l'adaptation animée de Earthworm Jim.
- Goro (ou Nyamco), chat à la tête du gang de chats voleurs dans un manoir, antagoniste de la souris Mappy dans le jeu de plates-formes Mappy (1983).
- Mr midnight, chat du personnage éponyme Fran Bow
- Margaret "Mae" Borowski, le personnage jouable du jeu Night in the Woods.
- Pix le chat, héros dans les jeux Pix'n Love Rush et Pix the Cat créés par Pastagames.
- Dans Cyberpunk 2077, plusieurs chats de la race Sphynx sont présents tout au long de l'histoire et sont liés à la légende du Bakeneko
- Dans le jeu vidéo Undertale : Temmie, monstre chat, Burgerpants, employé cynique du MTT-Brand Burger Emporium, Catty, vendeuse de détritus et meilleure amie de Gatty.
- Talking Tom, Talking Angela et Talking Ginger, chats vedettes dans le jeu Talking Tom and Friends.
- Schrödinger, le chat présent dans le jeu en ligne Mush. Il appartient à Raluca et permet de récupérer 3 points de moral, une fois par partie.
- Le chat roux qu'incarne le joueur dans le jeu Stray.
- Guppy, chat de Isaac dans la série The Binding of Isaac.
- Poussière, chat qui donne ses pouvoirs à Kat, dans Gravity Rush et sa suite Gravity Rush 2.
- Le chat noir courant, emblème du logo de Loriciel.

## Publicités et logos
- Chessie, le chaton dormeur qui a inspiré une publicité puis des logos de la compagnie de chemin de fer Chesapeake and Ohio Railway.
- Félix, chat bicolore, noir et blanc, héros des publicités animées et égérie des pâtées pour chat. de marque Fido, puis Félix Purina[23].
- Le Chat, marque de lessive.
- Le Chat, une marque de bougies françaises créée en 1902.
- Ramsès, le chat blanc aux yeux verts, héros des publicités de l'enseigne Feu Vert, apparu en 2005, virtuel à partir de 2007[24] puis à nouveau interprété par un vrai chat en 2017[25],[26].
- Le chat blanc des fabriques d'amidon Hoffmann, en Rhénanie-du-Nord-Westphalie (Allemagne).
- La tête du chat noir Marchal aux grands yeux ouverts, de l'entreprise française Marchal S.E.V. d'équipements automobiles.
- La tête de chat noir représentée sur les boîtes et paquets de cigarettes Craven A.
- Mabulle, chat noir et blanc mascotte de la marque de chewing-gum Malabar depuis 2011
- Le Chat noir, était un célèbre cabaret de Montmartre (1881-1899).
- Ville Viking (en), mascotte de la compagnie maritime finlandaise Viking Line. C'est un chat blanc aux yeux jaunes, habillé en marin.

|                                                           |
| Chat blanc, emblème des fabriques d'amidon Hoffmann (de). |

|                                                                                                  |
| Quelques publicités avec des chats (affiche dans le musée du « cabinet des Chats » à Amsterdam). |

|                                                                  |
| Tête de chat noir sur une boîte métallique de cigarettes Craven. |

|               |
| Ville Viking. |

## Autres
- Chococat, chat présent sur divers gadgets japonais par Sanrio.
- Cat Mario (Shobon au Japon) un chaton blanc qui était à l'origine un émoticône style manga snobé. Aussi connu pour son jeu vidéo Syobon Action parodiant la série des Super Mario.
- Hello Kitty, une petite chatte blanche anthropomorphe présente sur divers gadgets japonais par Sanrio, inventée en 1974 par Yuko Shimizu.
- M. Chat (prononcé : Monsieur Chat), une création graphique urbaine du Franco-suisse Thoma Vuille (né en Suisse en 1977).
- Nyan Cat, à l'origine « Pop-tart cat », chat en forme de Pop-tart, héros d'un GIF puis d'une vidéo populaire sur le site Youtube, avec de nombreuses vidéos dérivées de l'originale.
- Milimits, petite chatte de la collection Diddl.
- Rap Cat, chat rappeur East Coast qui miaule en rythme.
- Scratch : nom du chat orange et blanc, la première mascotte informelle du langage de programmation de même nom.
- Le « Fauve d'Angoulême » est un petit chat noir et blanc créé par Lewis Trondheim. Il est l'emblème du Festival international de la bande dessinée d'Angoulême. Sa statuette blanche récompense le Grand prix et celle dorée le Fauve d'or, entre d'autres prix qu'il représente.
- La silouette d'un chat noir en colère est un des symboles anarchistes.

|                      |
| Cosplay de Nyan Cat. |

|                                                                |
| Interface de Scratch (version 3) avec le chat orange à droite. |

|                                                                                  |
| Remise des différents « Fauves », prix de la bande dessinée à Angoulême en 2020. |

|                                                                                 |
| Manifestation avec le drapeau anarcho-syndicaliste frappé du chat noir hérissé. |

### Expérience scientifique
- L'expérience de pensée du chat de Schrödinger, permettant de comprendre certaines conséquences de la mécanique quantique.